# تيريز شفارتز
تيريز شفارتز (20 ديسمبر 1851، أمستردام - 23 ديسمبر 1918، أمستردام)، هي رسامة بورتريه هولندية.

## السيرة الشخصية

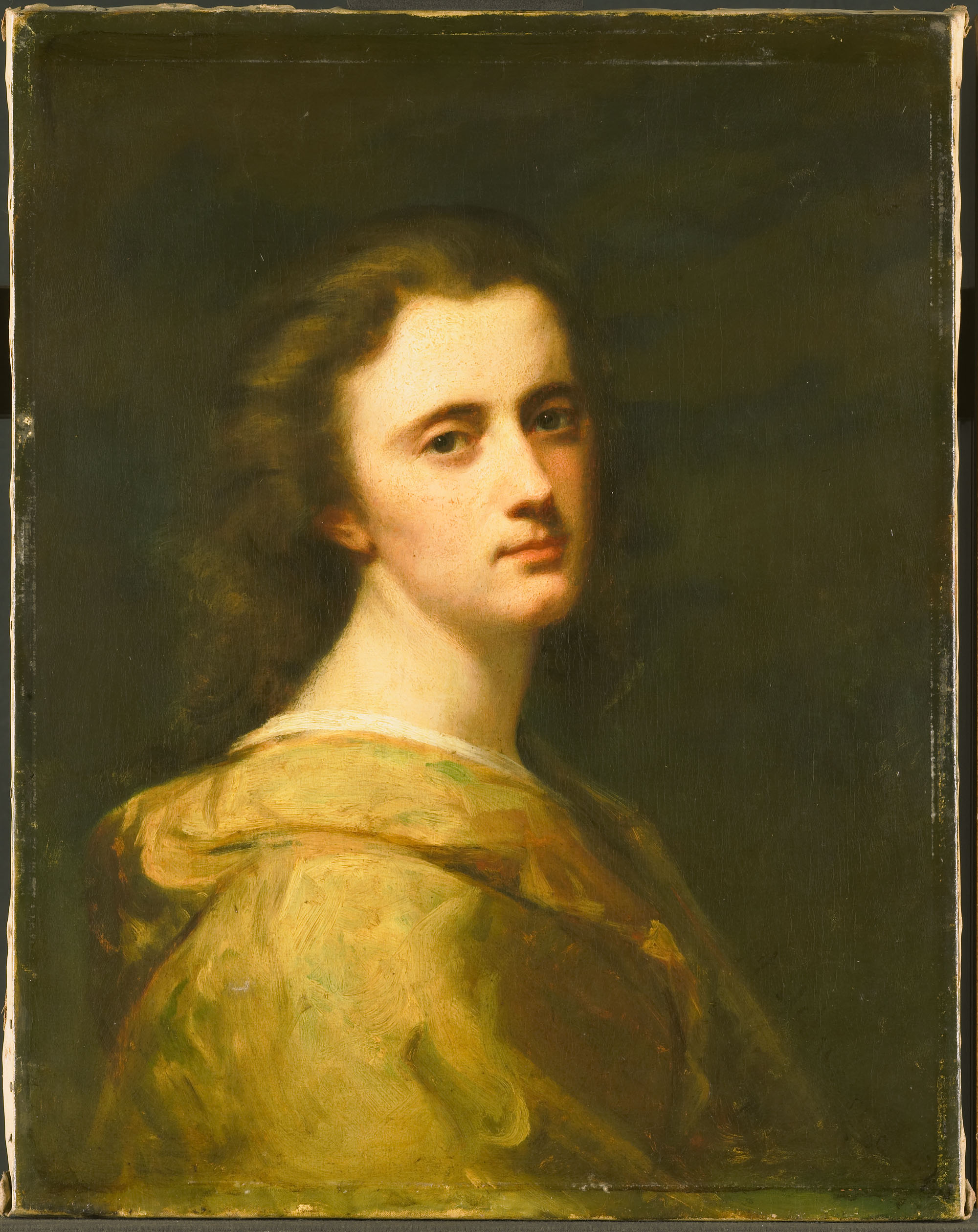
تيريز شفارتز في السادسة عشرة من عمرها.

ولدت تيريز شفارتز في 20 ديسمبر 1851 في أمستردام، هولندا. كانت ابنة الرسام يوهان جورج شفارتز الذي نشأ في فيلادلفيا ودرس في دوسلدورف.
تلقت تيريز شفارتز تعليمها الأول من والدها قبل ان تدرس لمدة عام في ريجكساكاديمي(الأكاديمية الوطنية للفنون في أمستردام). بعد ذلك سافرت إلى ميونخ ودرست على يد جبريل فون ماكس وفرانز فون لينباخ. في عام 1879 ذهبت شفارتز إلى باريس لمواصلة دراستها على يد جان جاك هينر. عندما عادت إلى أمستردام أصبحت عضوًا في (Arti et Amicitiae) "جمعية الفن والصداقة".

## أعمال فنية

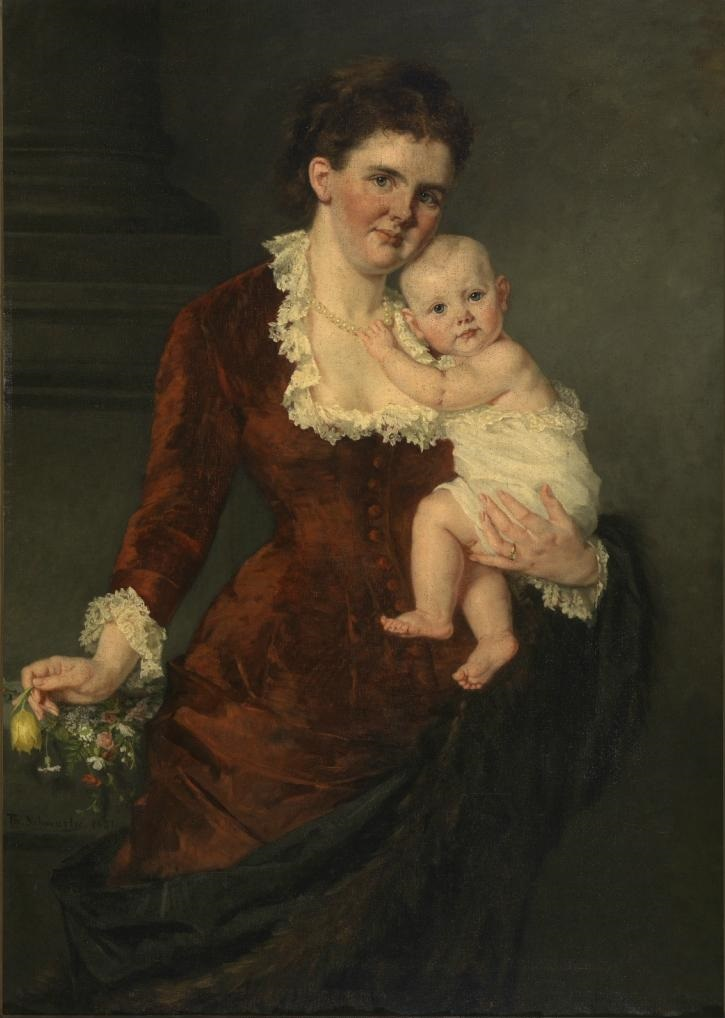
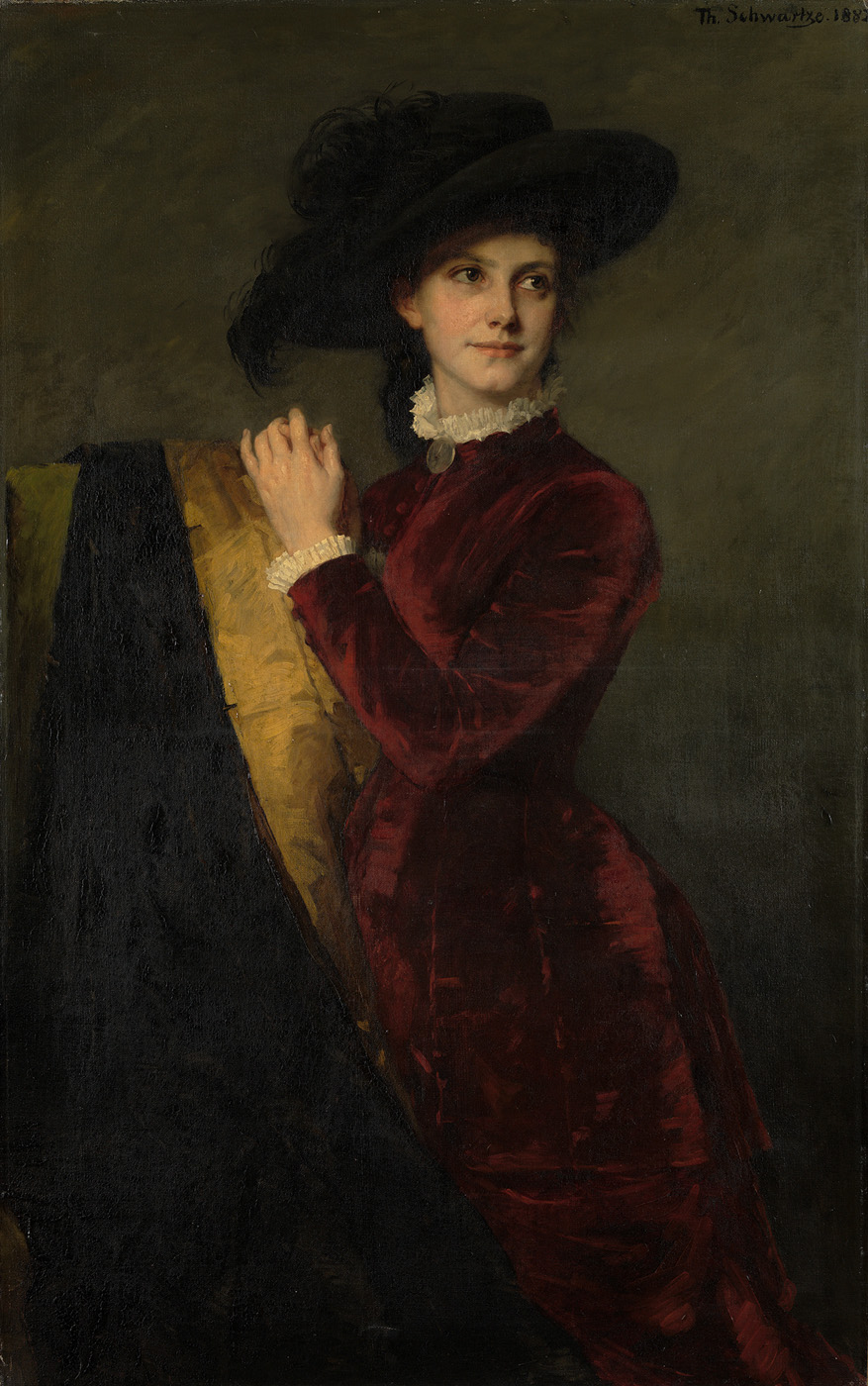
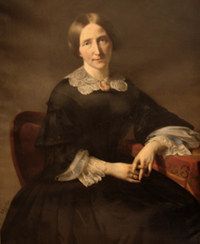
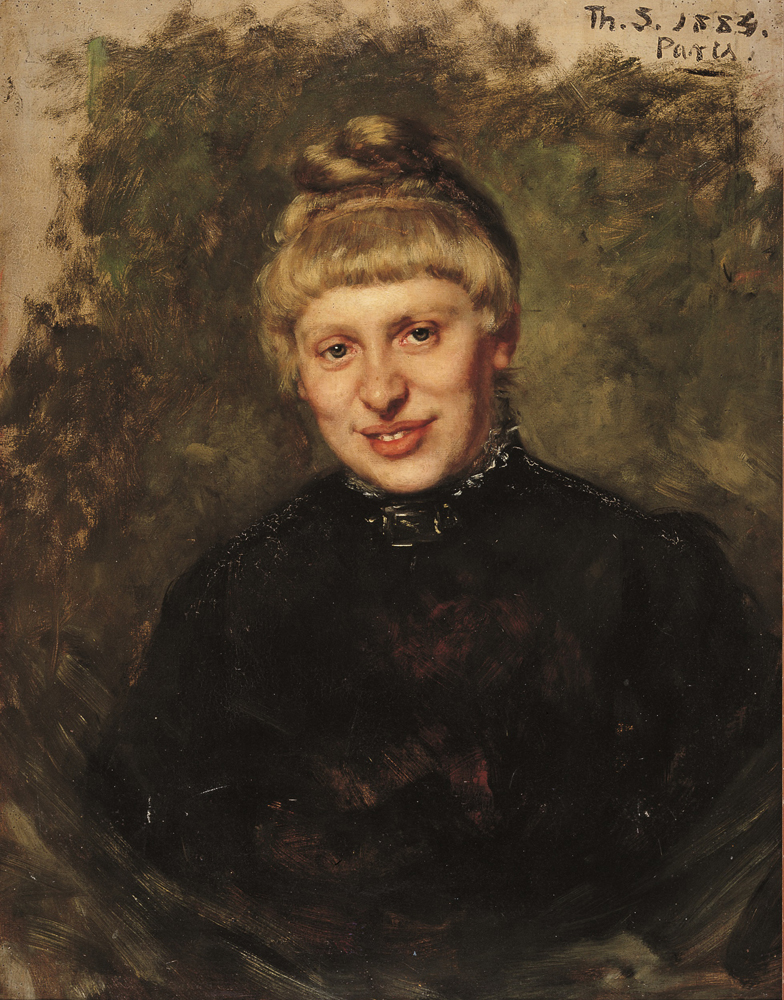
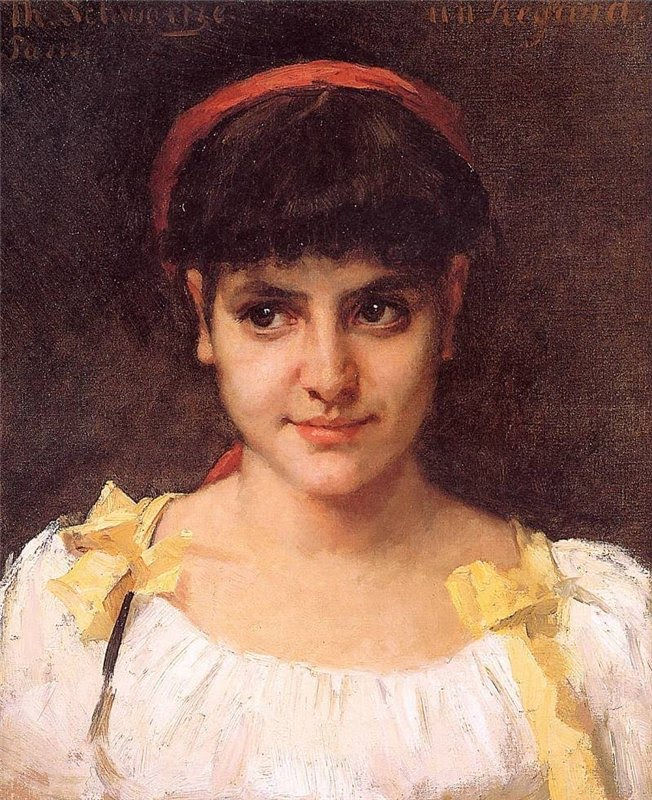
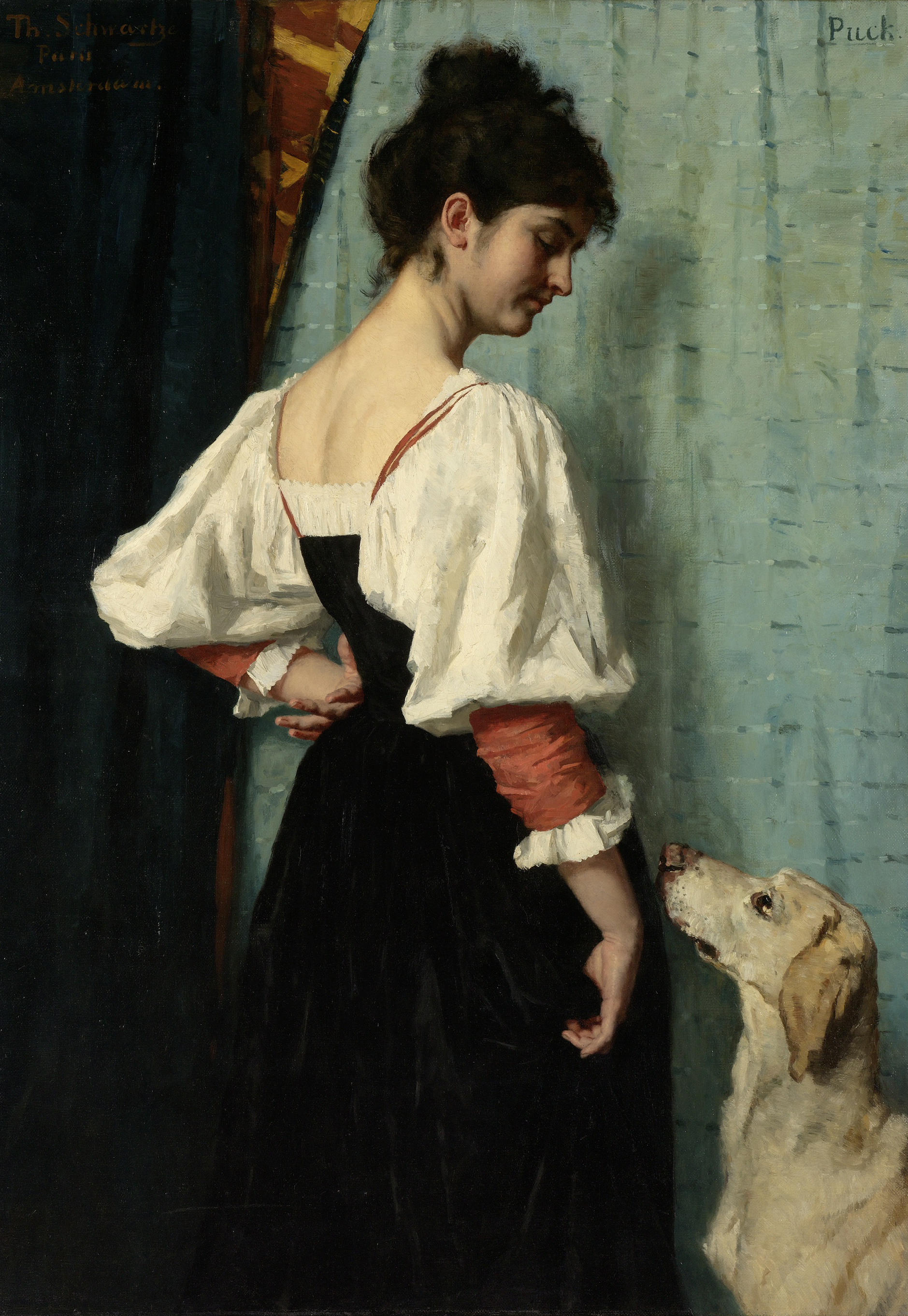
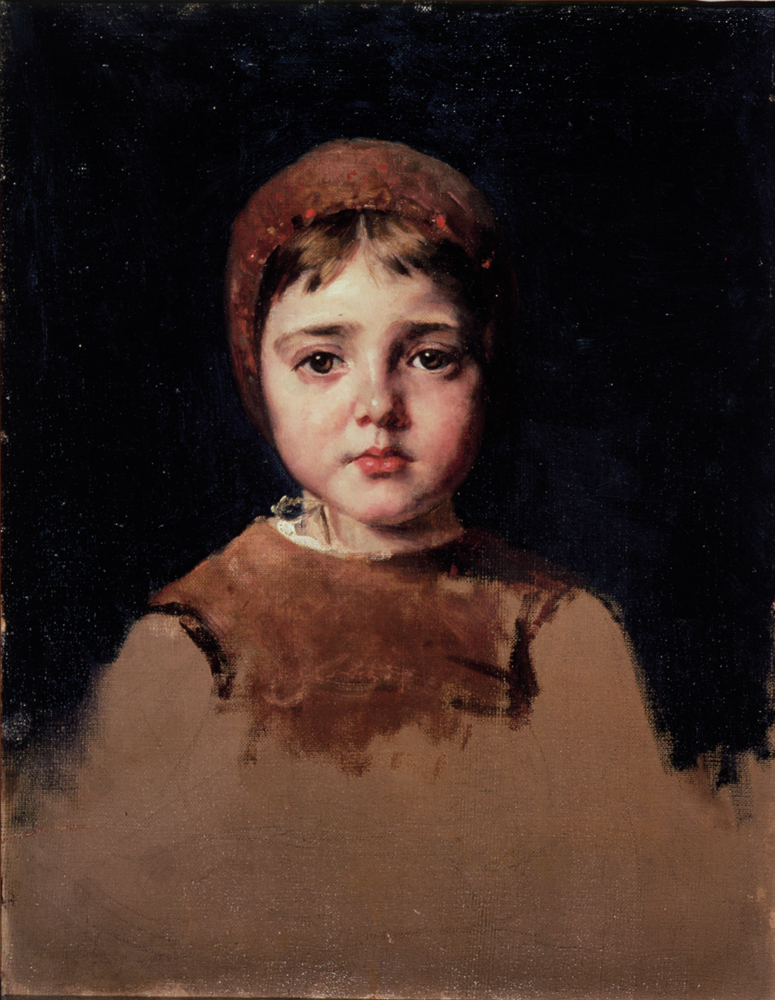
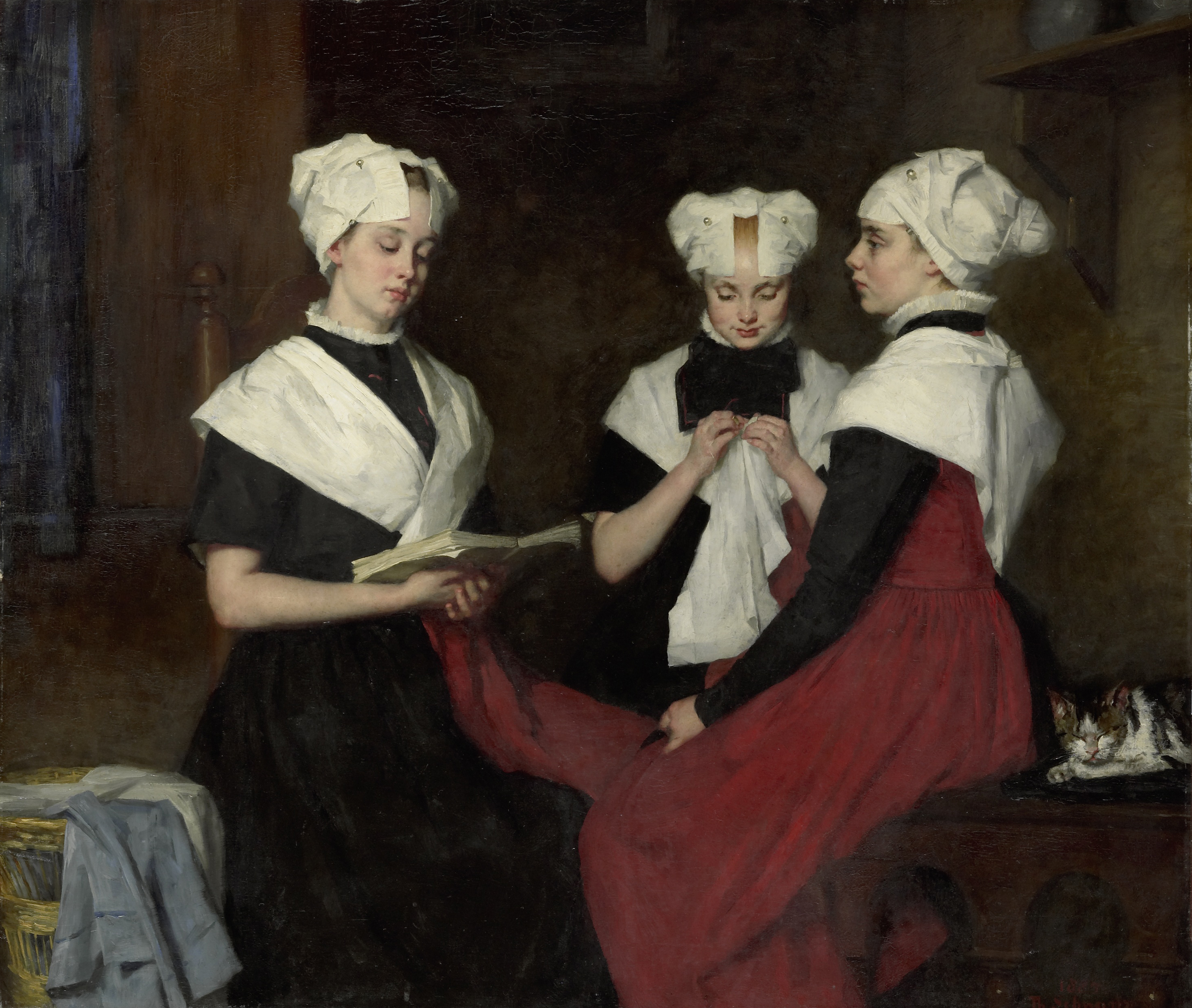
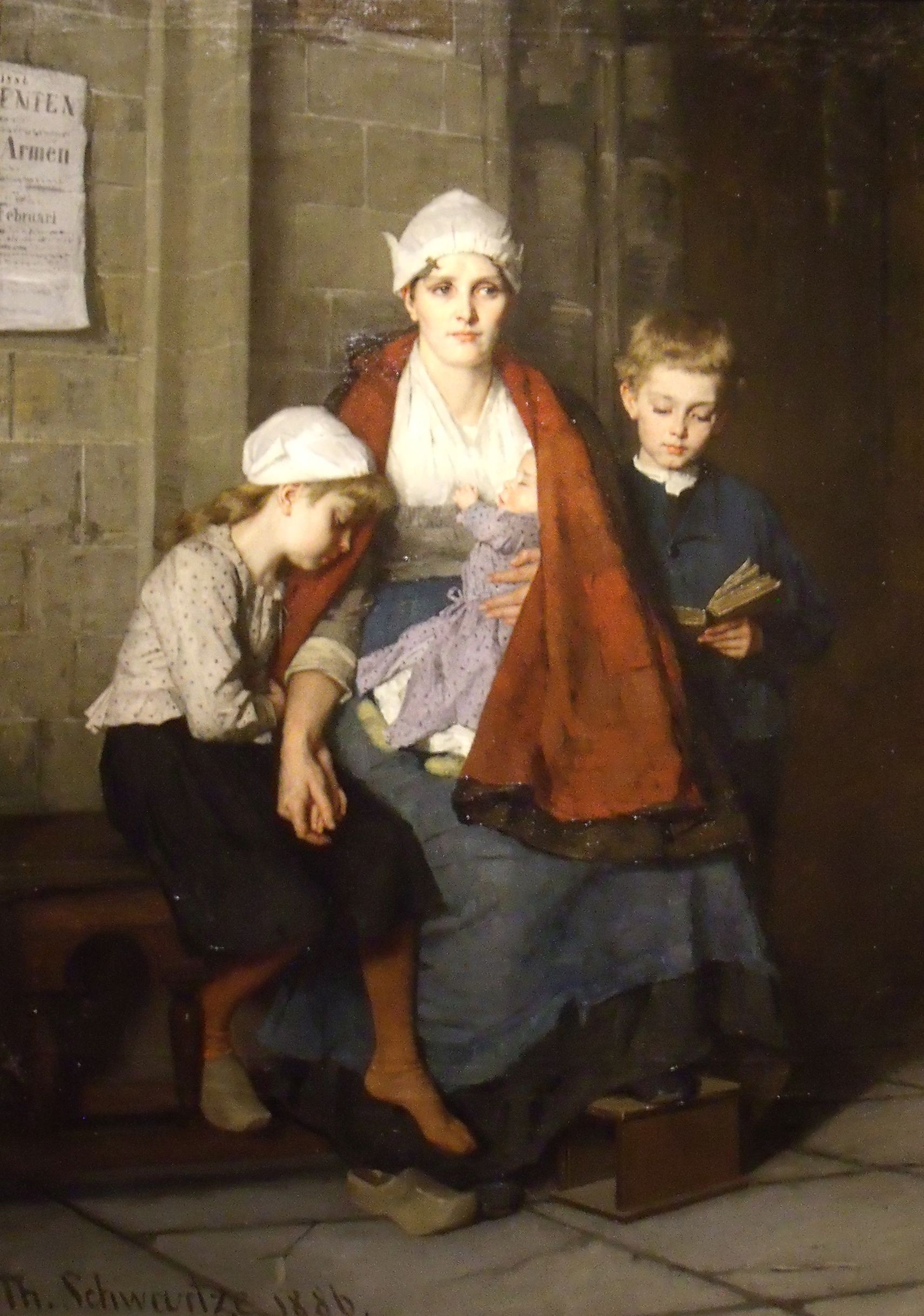
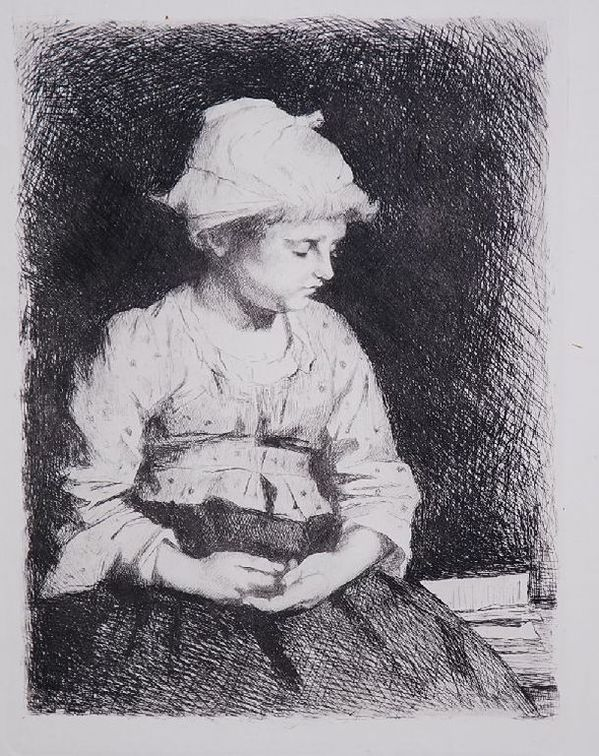
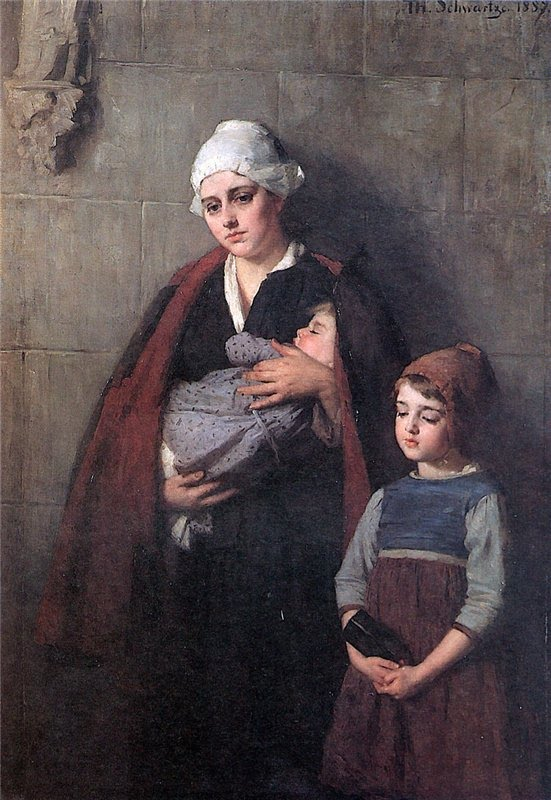
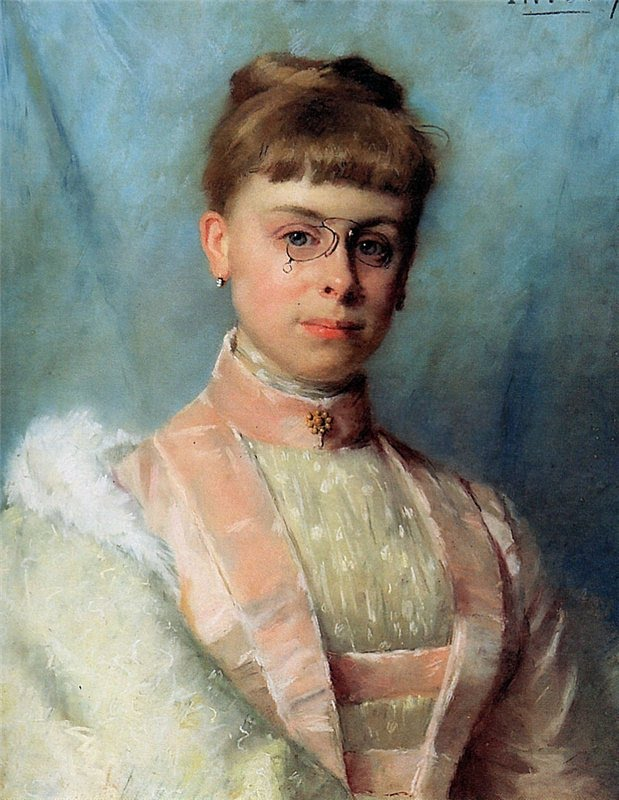
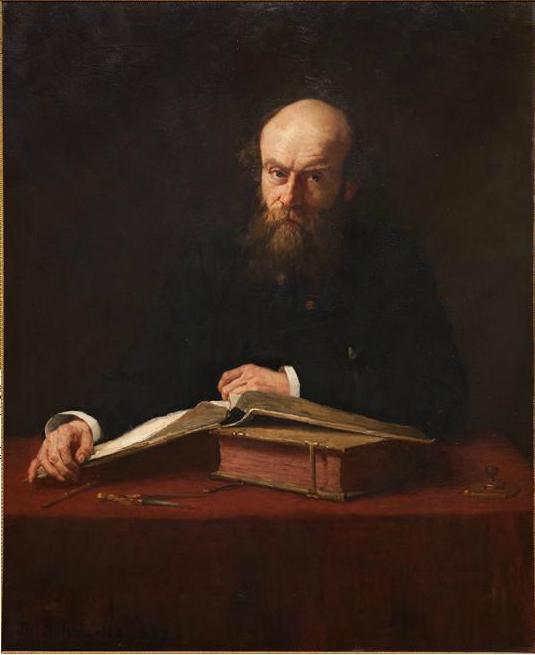
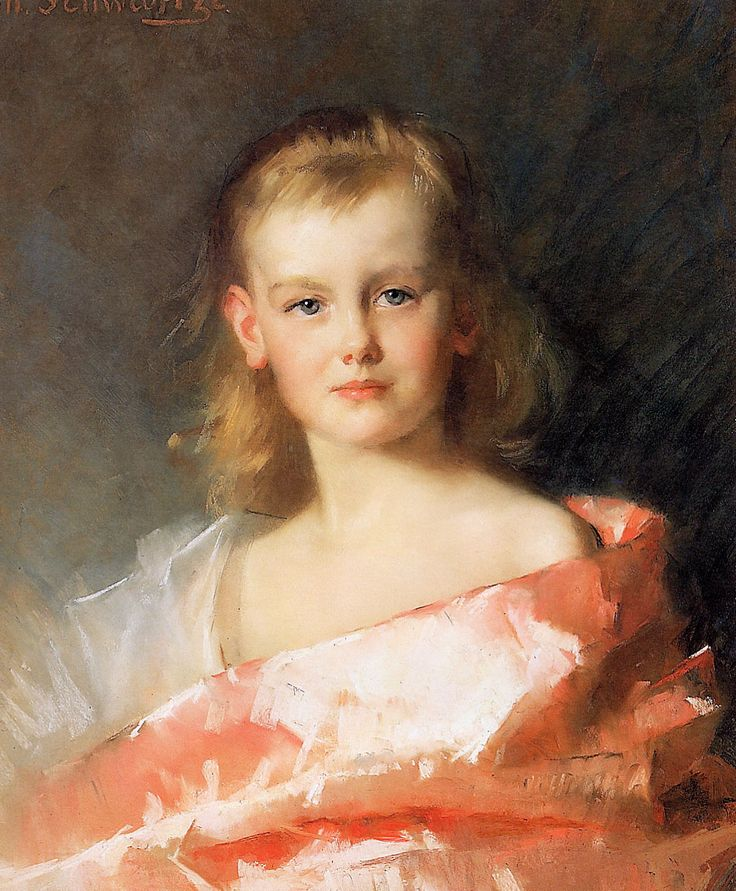
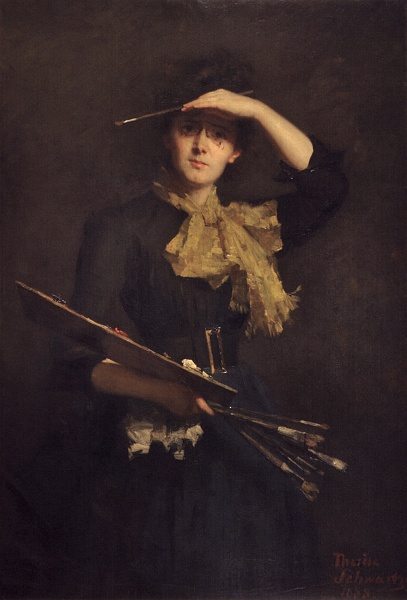
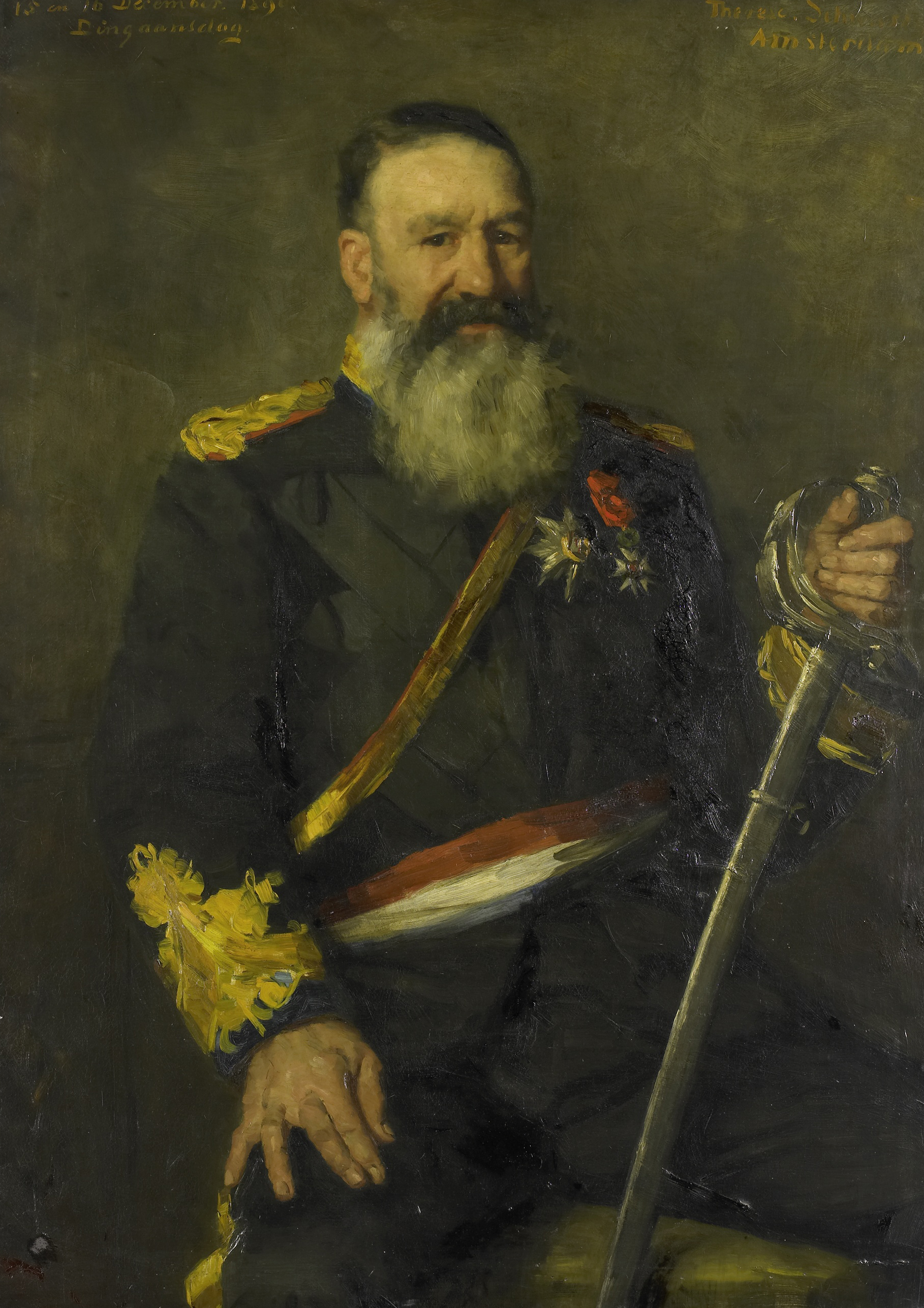
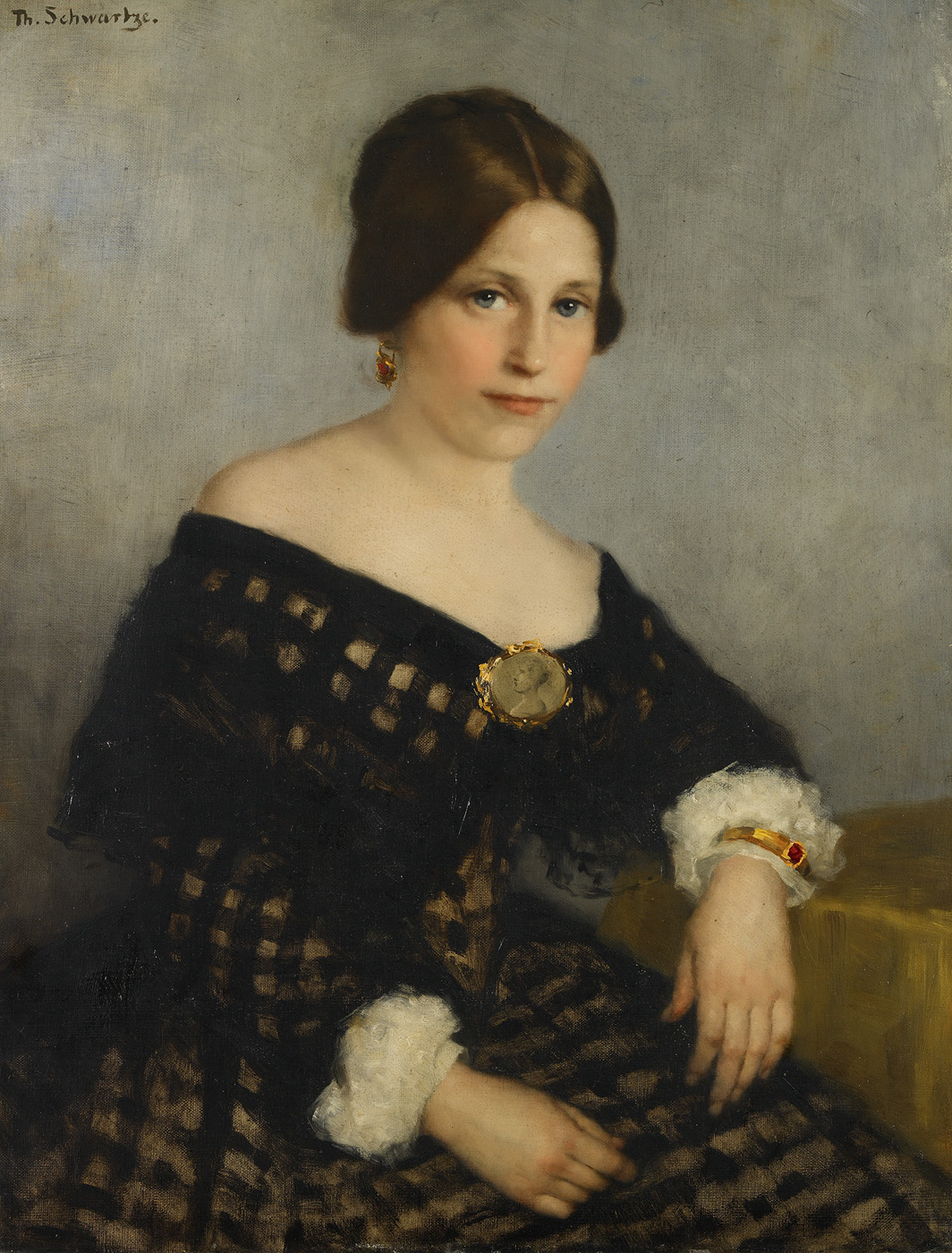
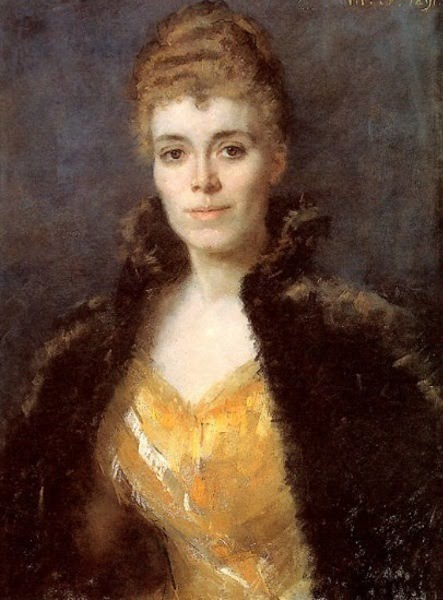
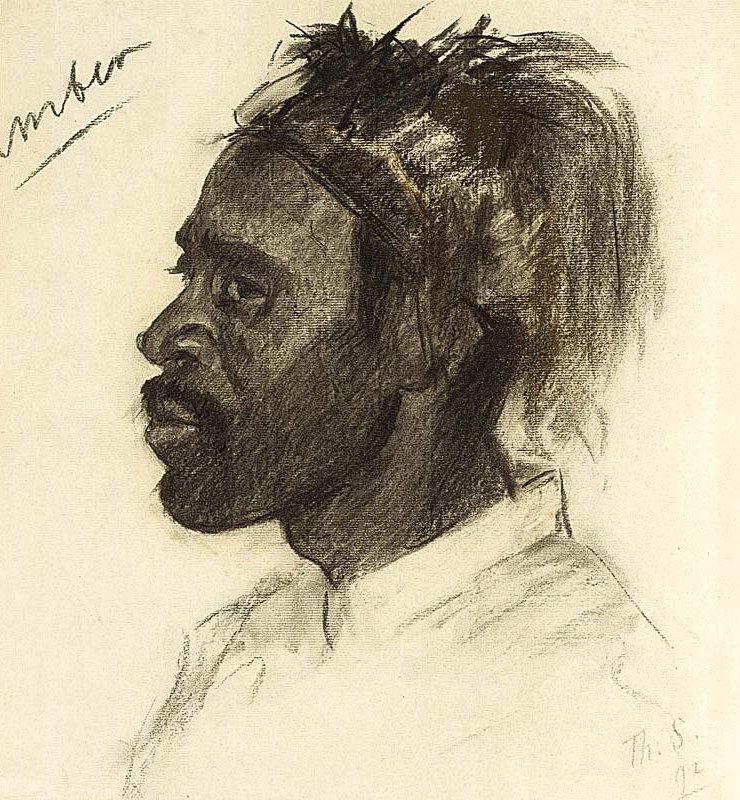
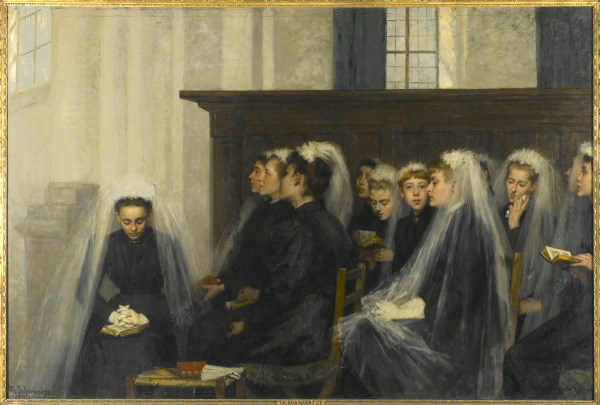
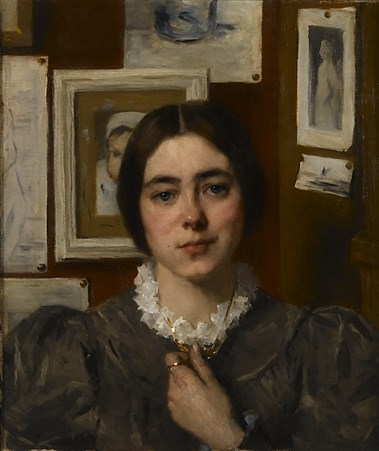
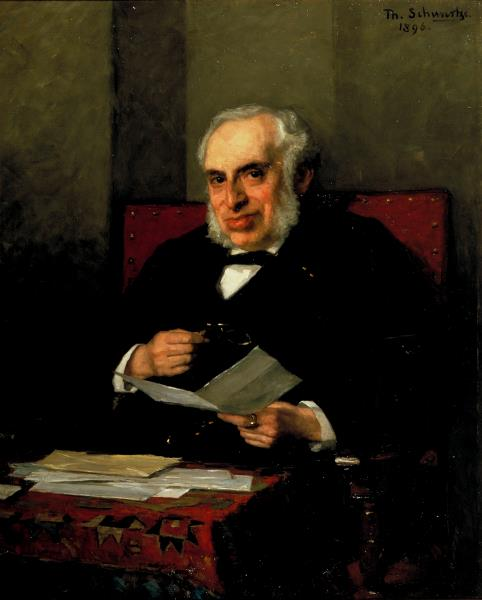
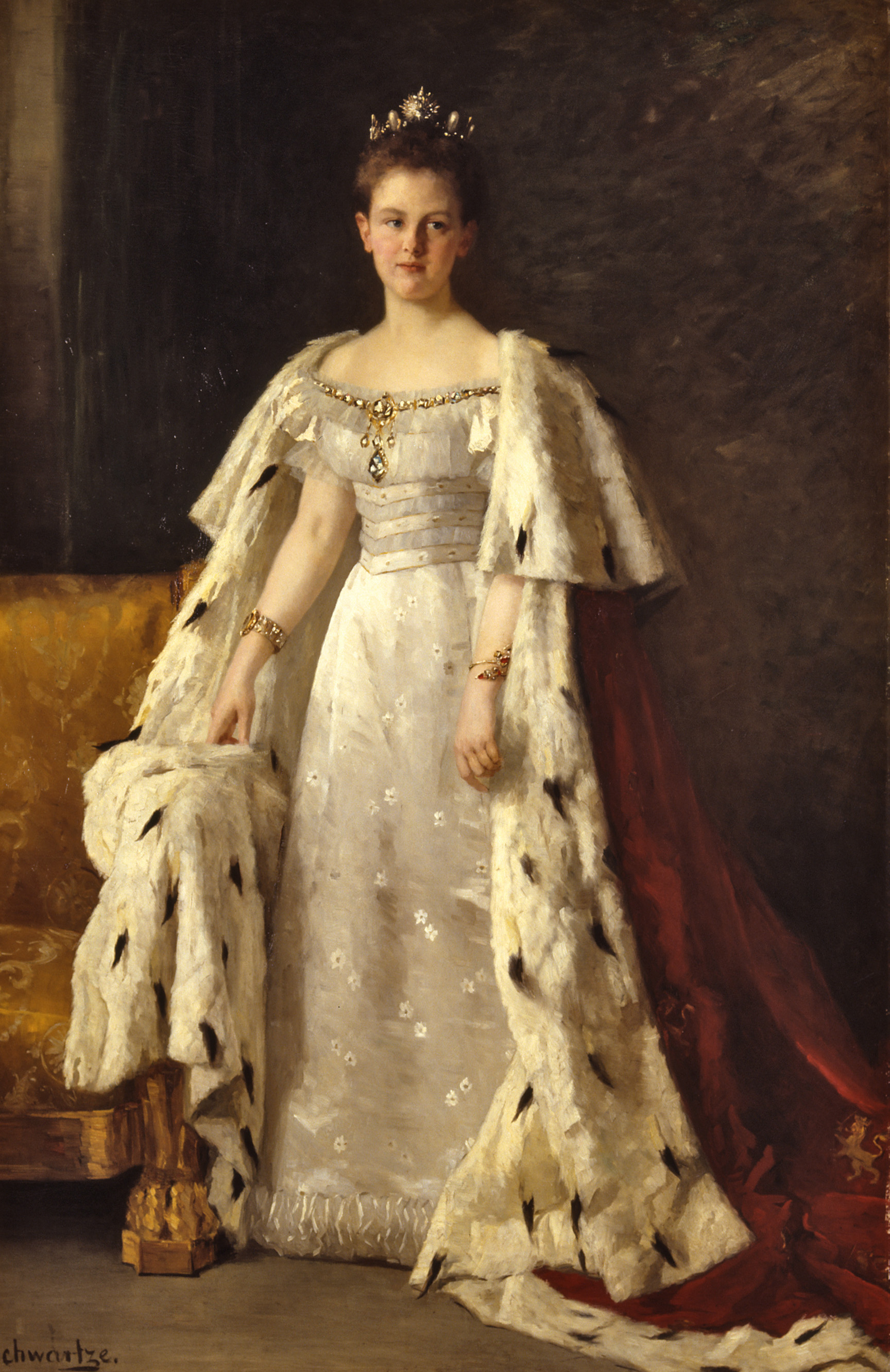
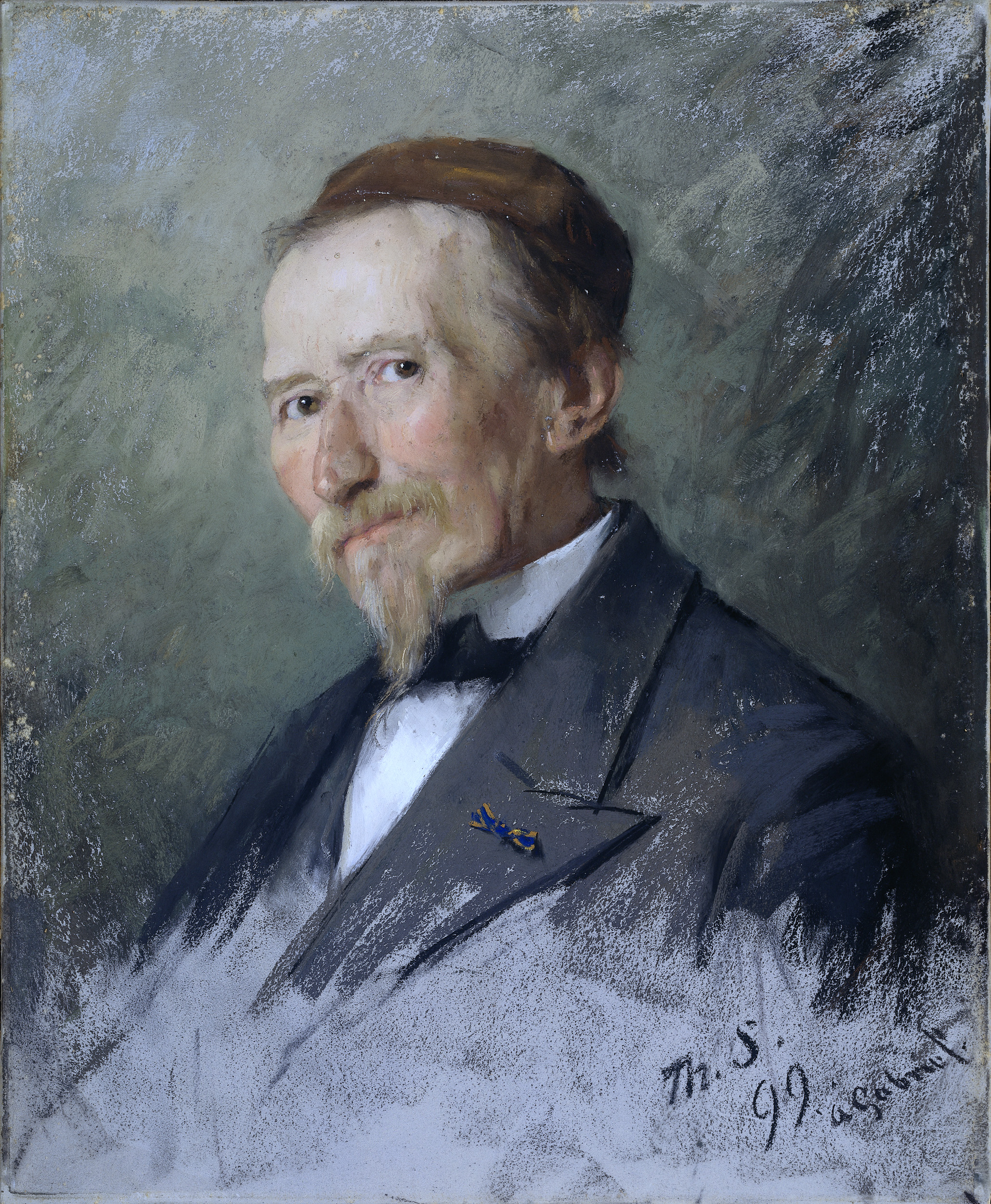
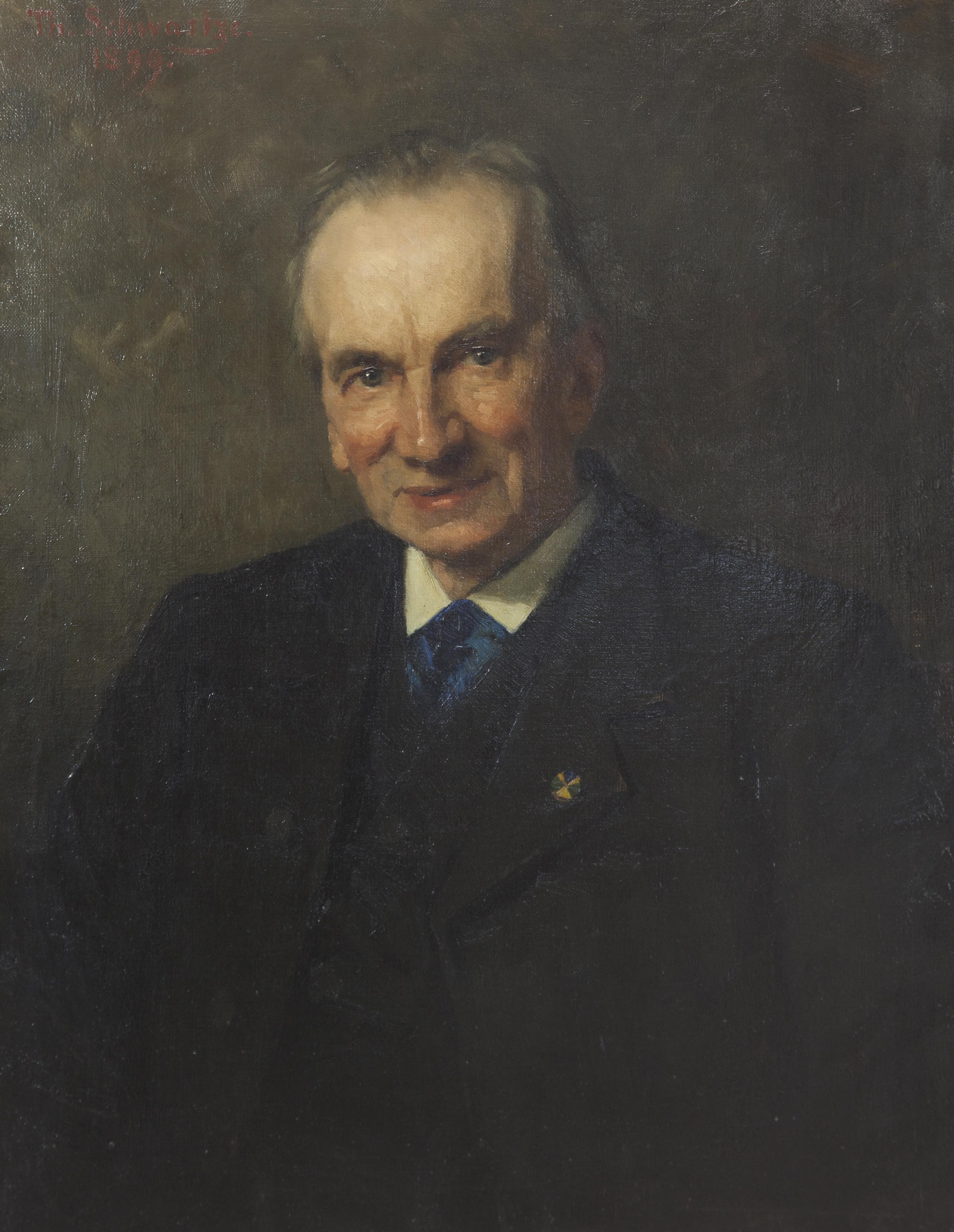
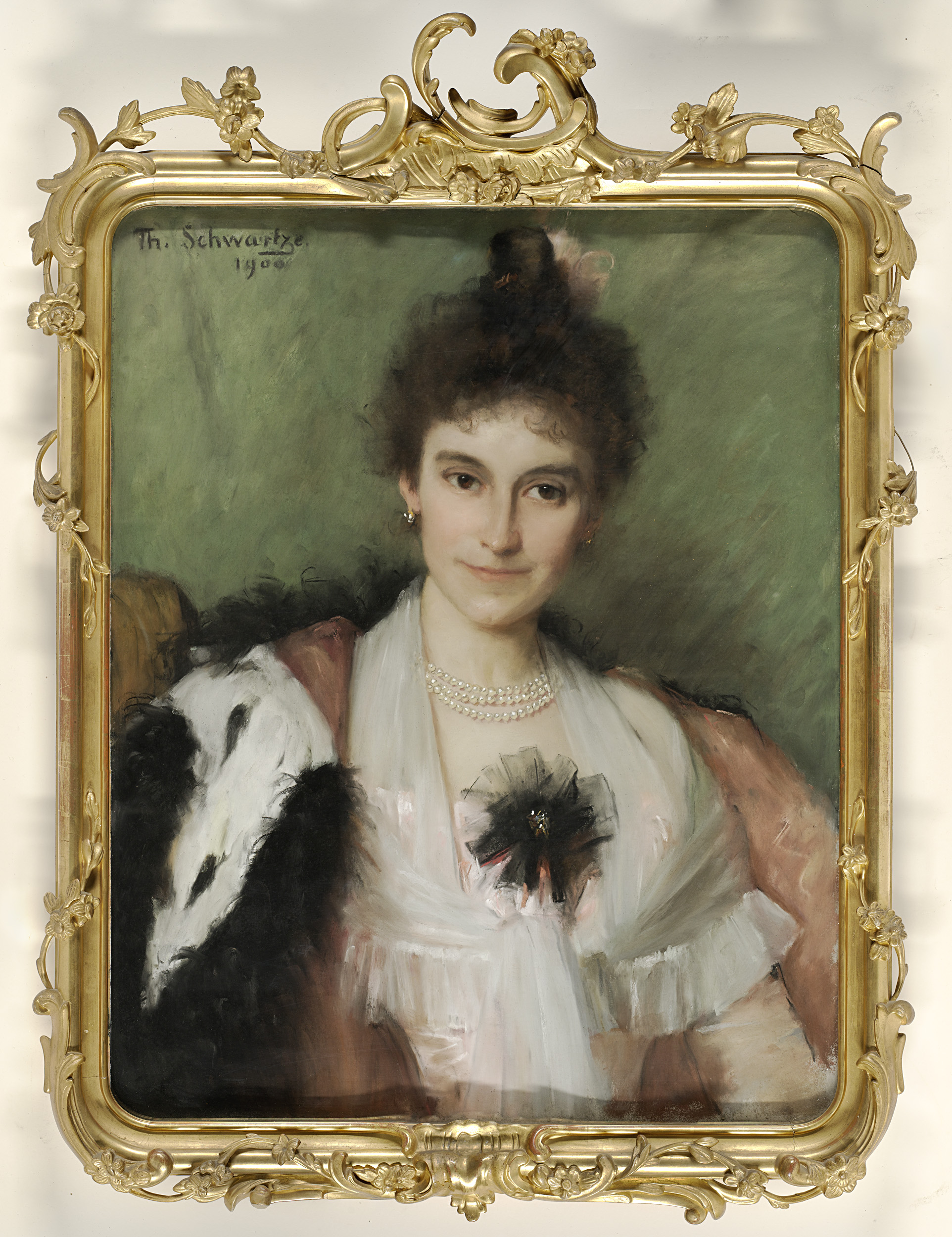
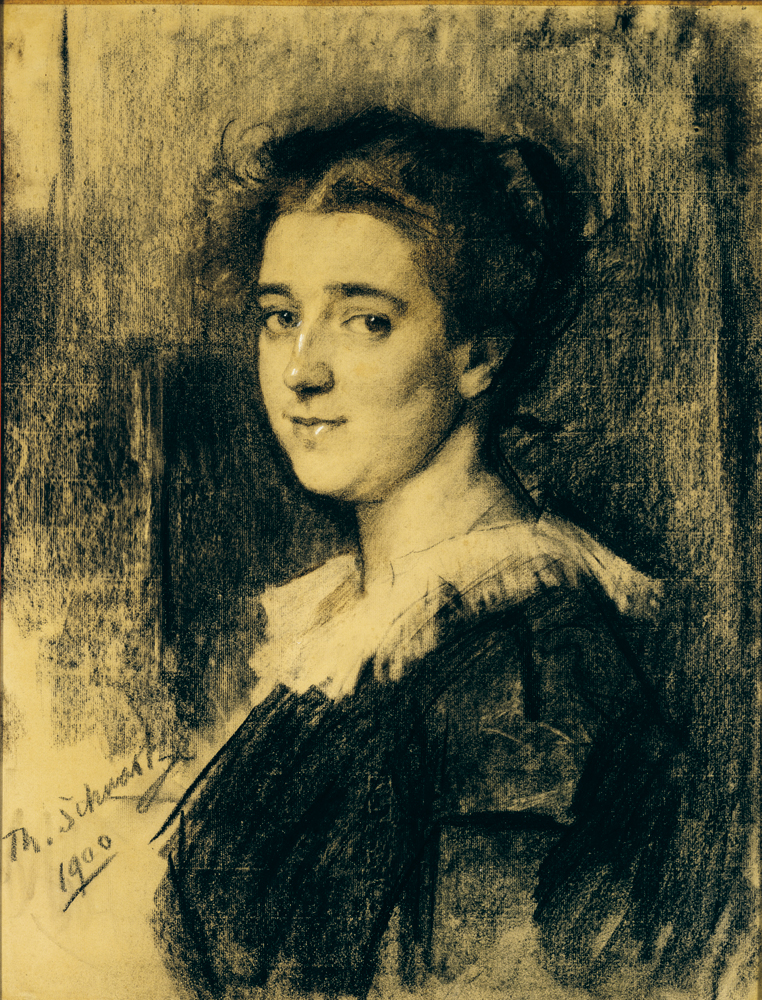
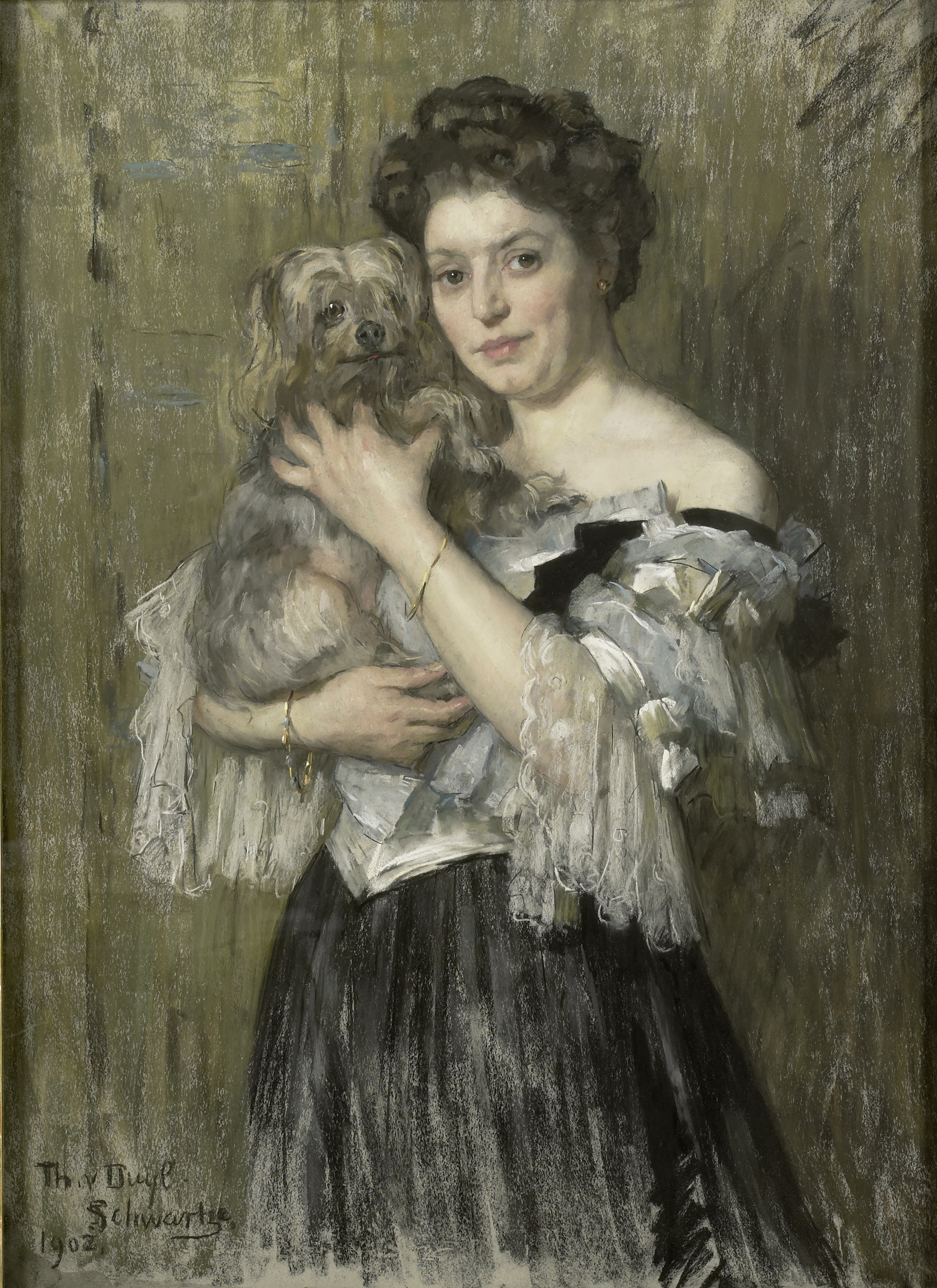
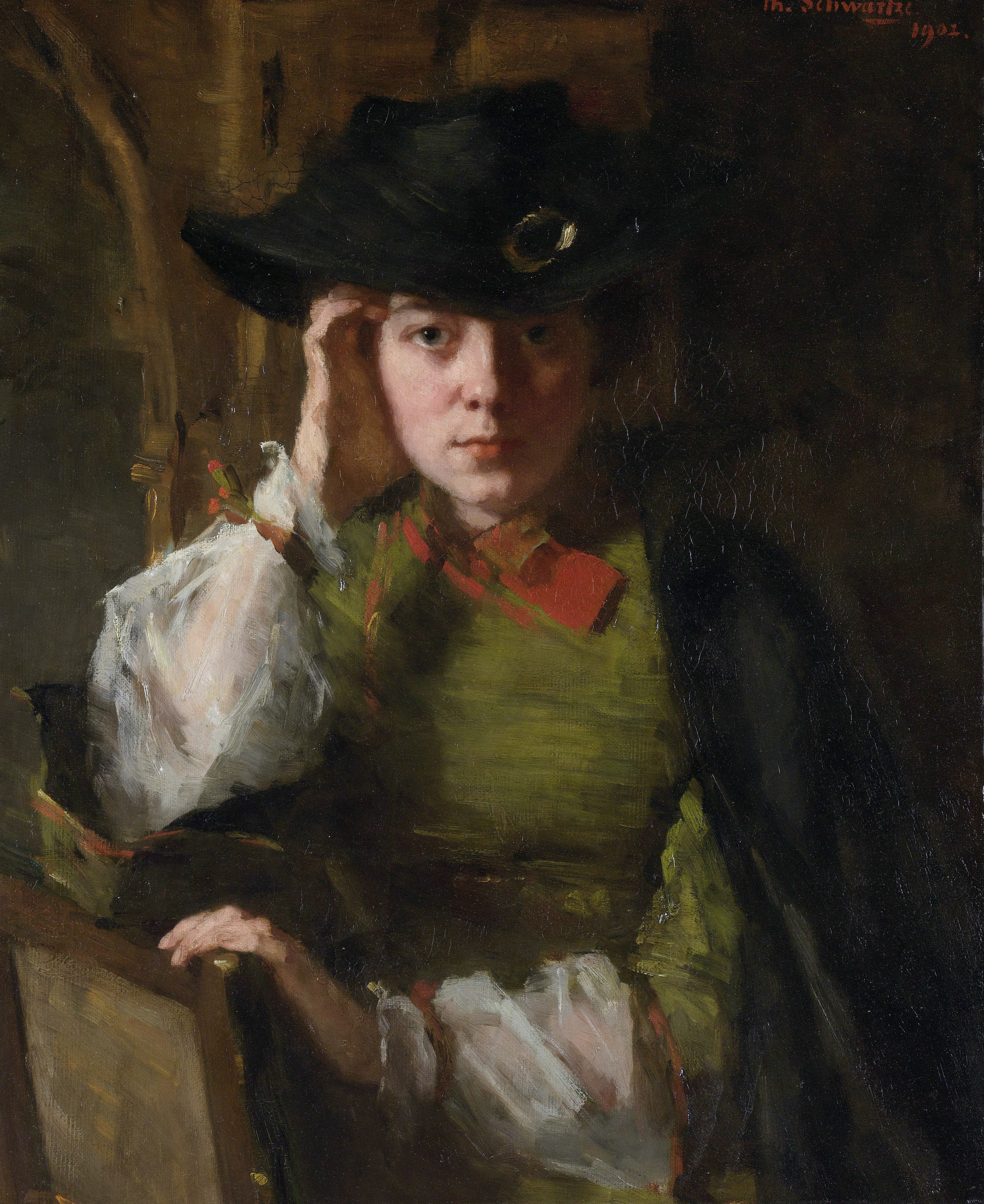
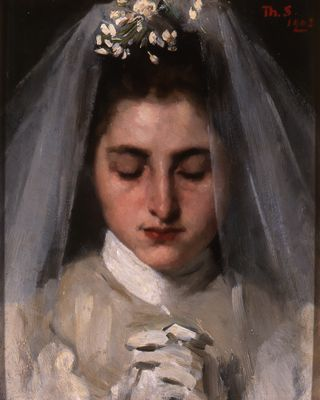
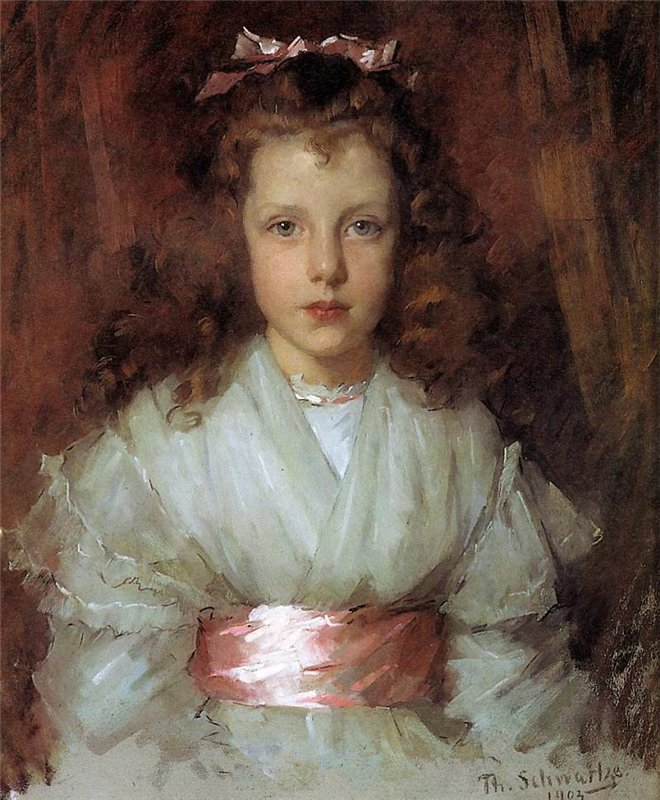
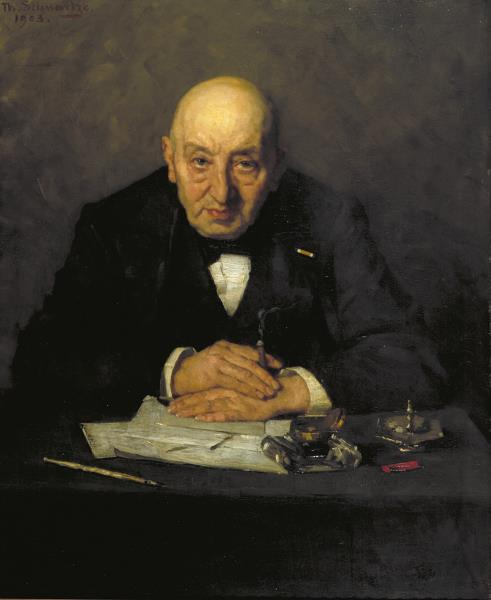
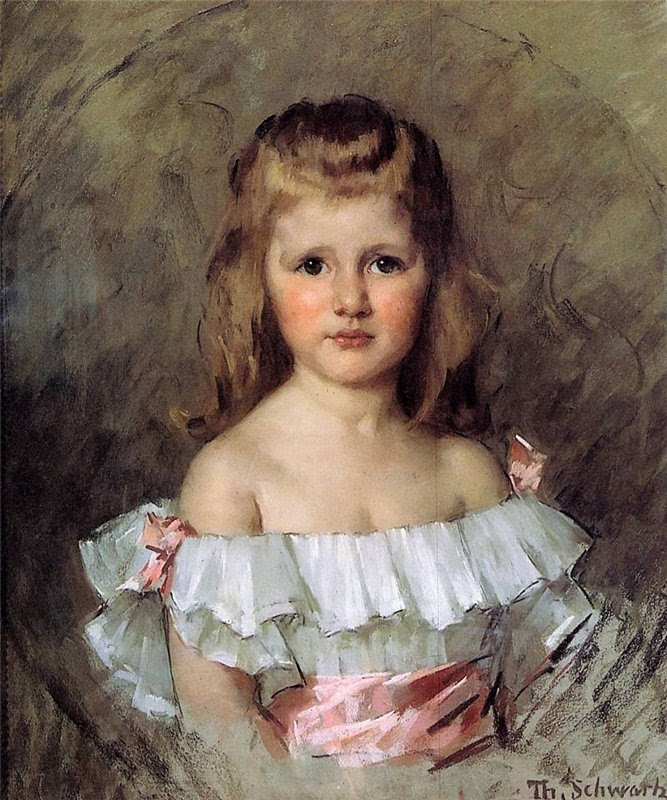
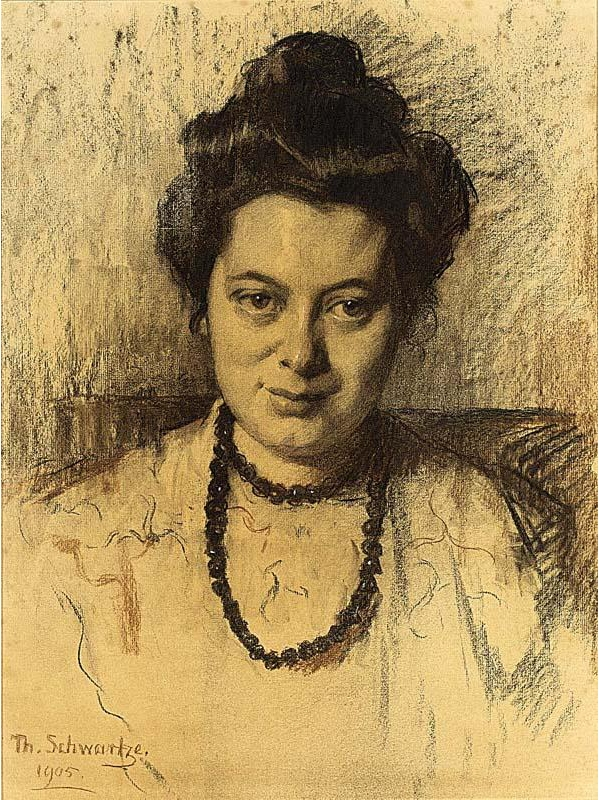
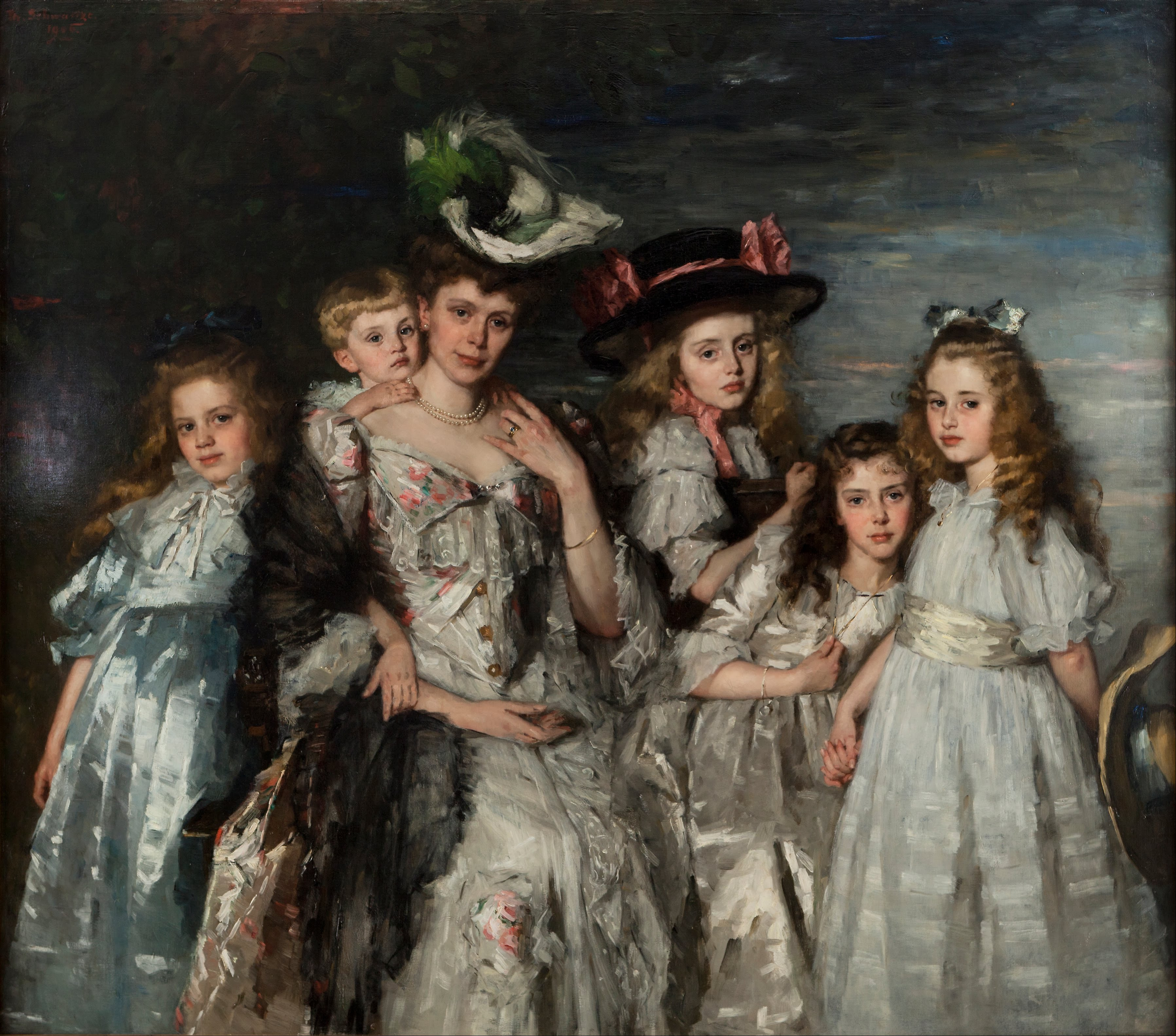
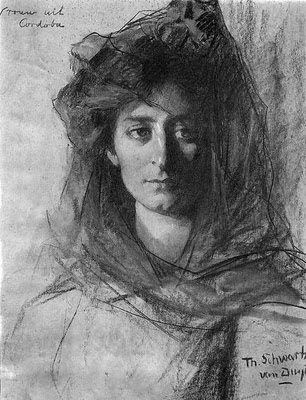
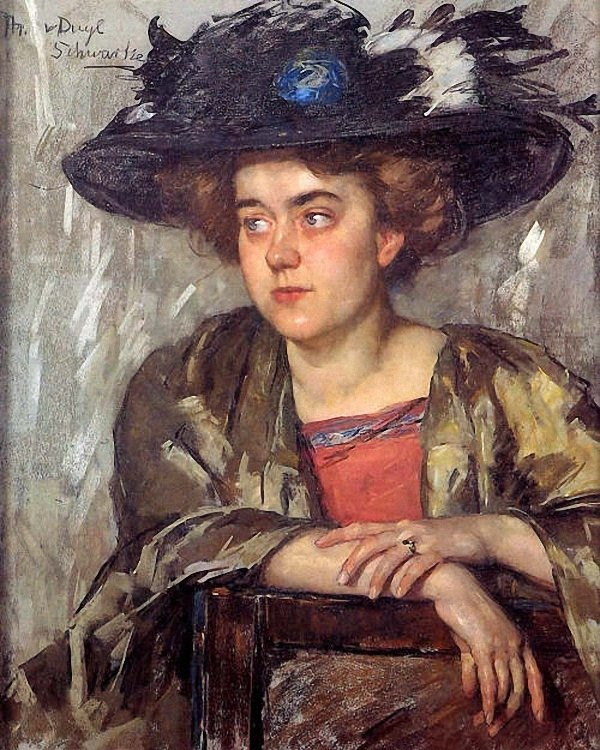
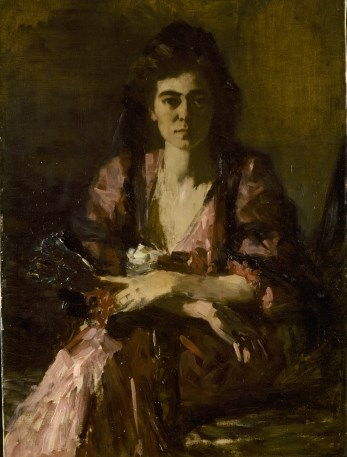
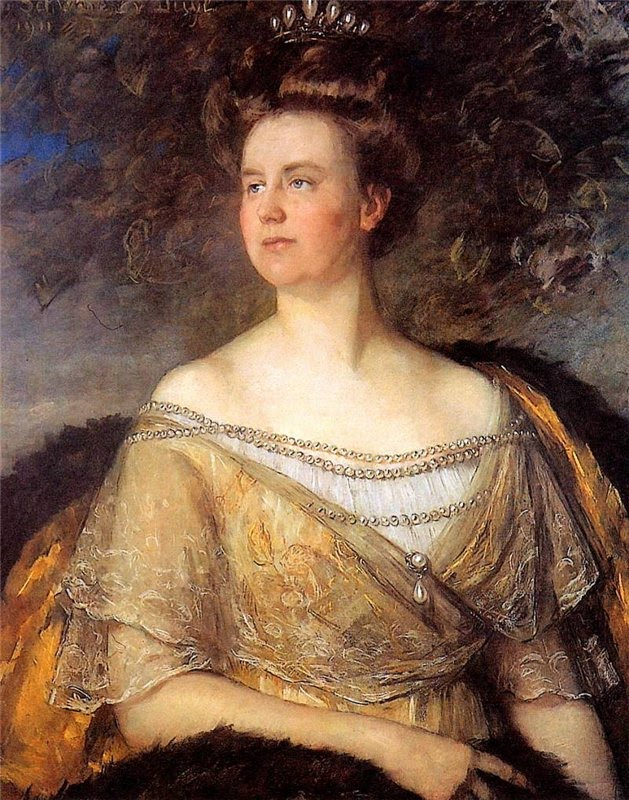
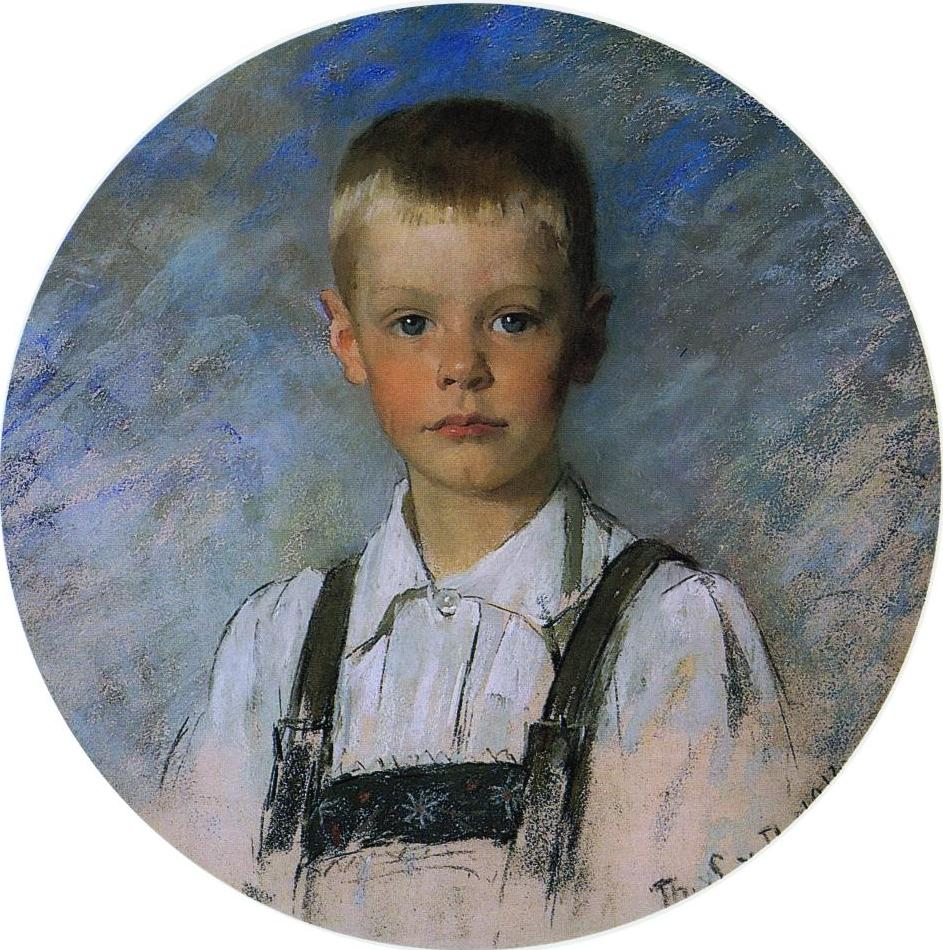
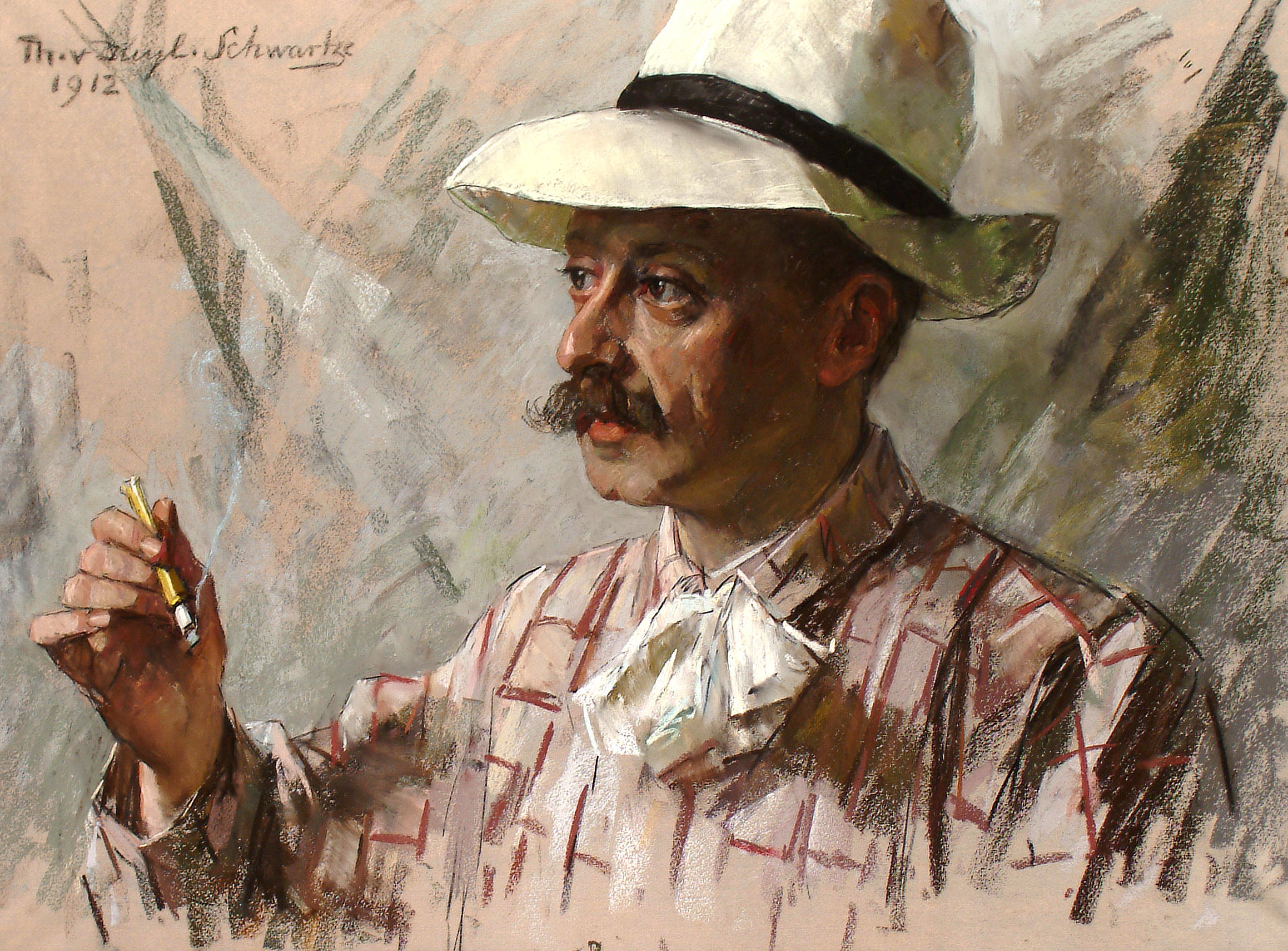
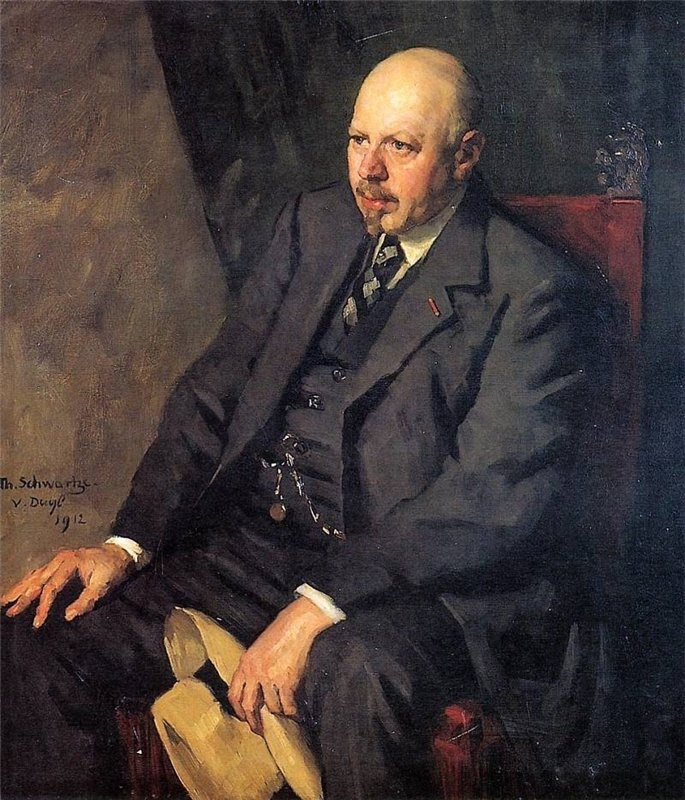
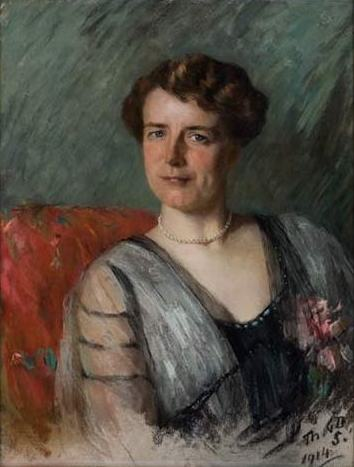
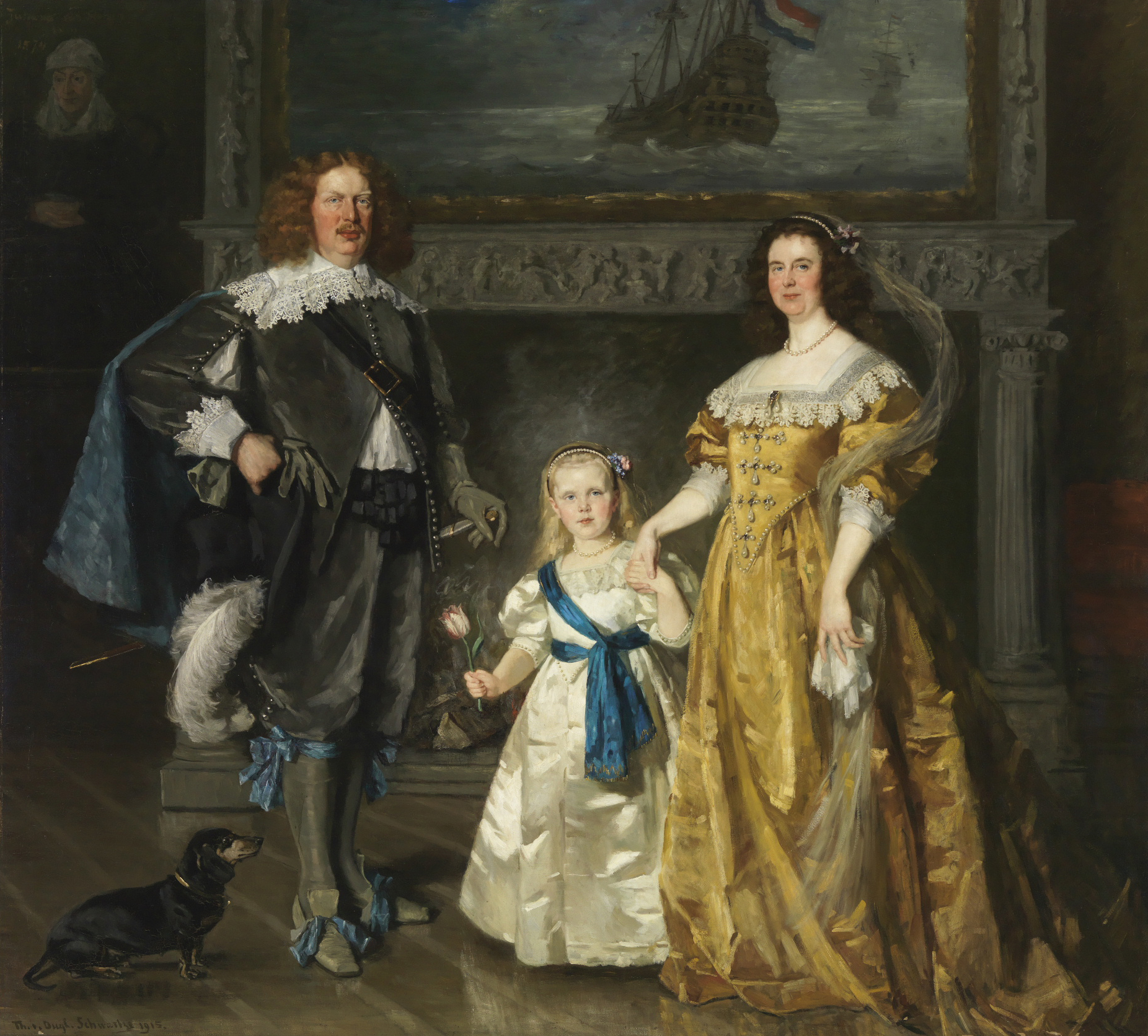
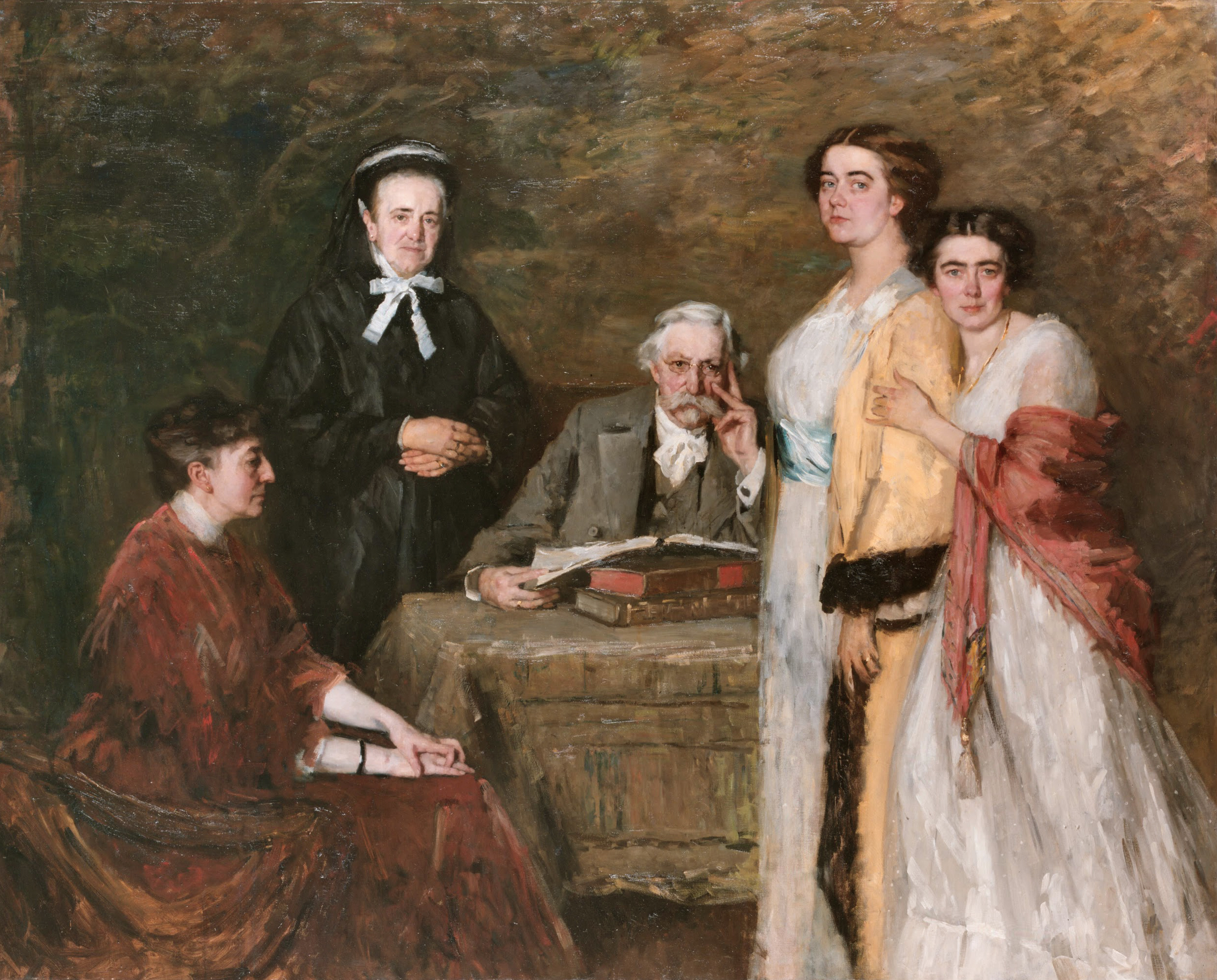
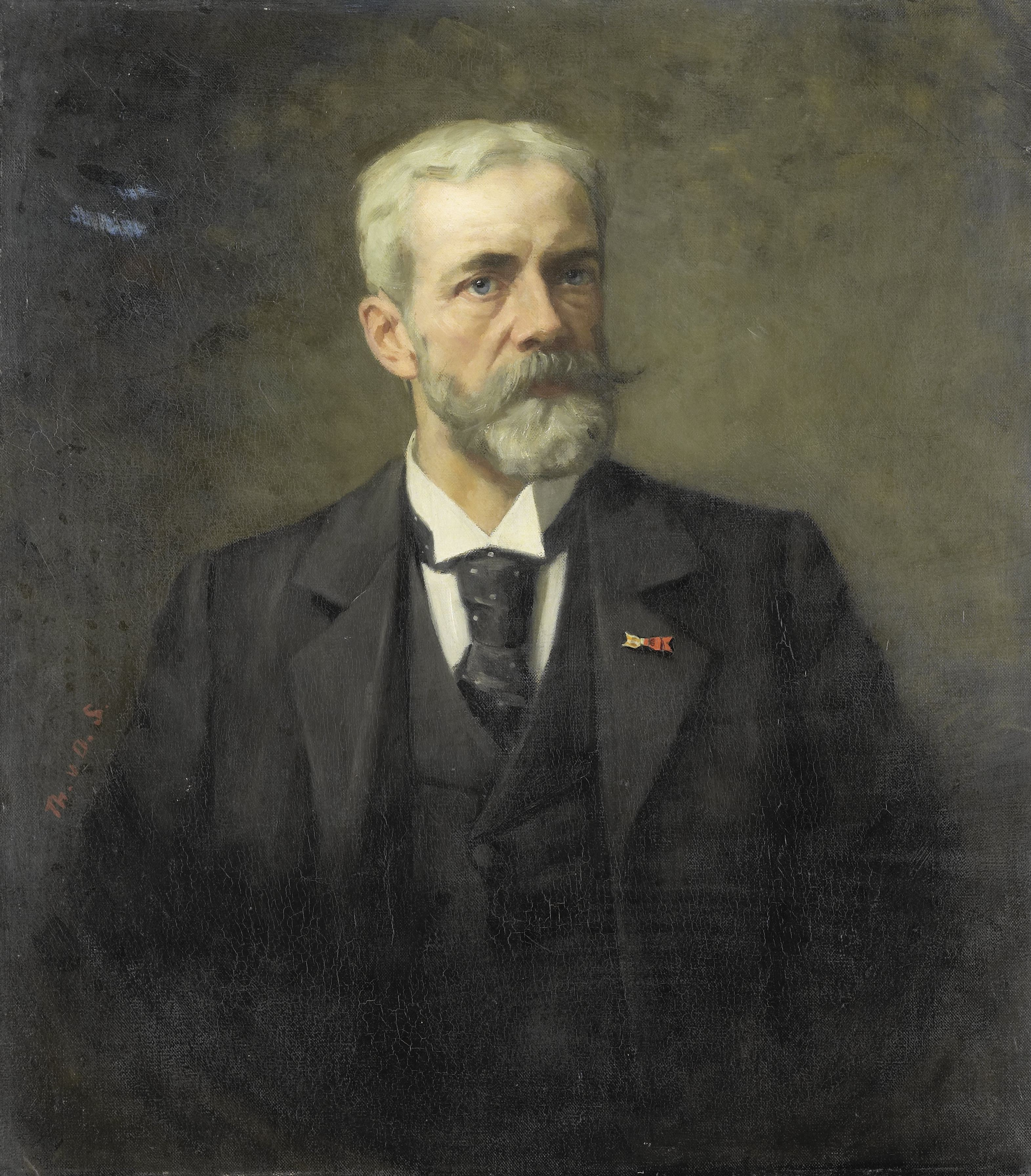
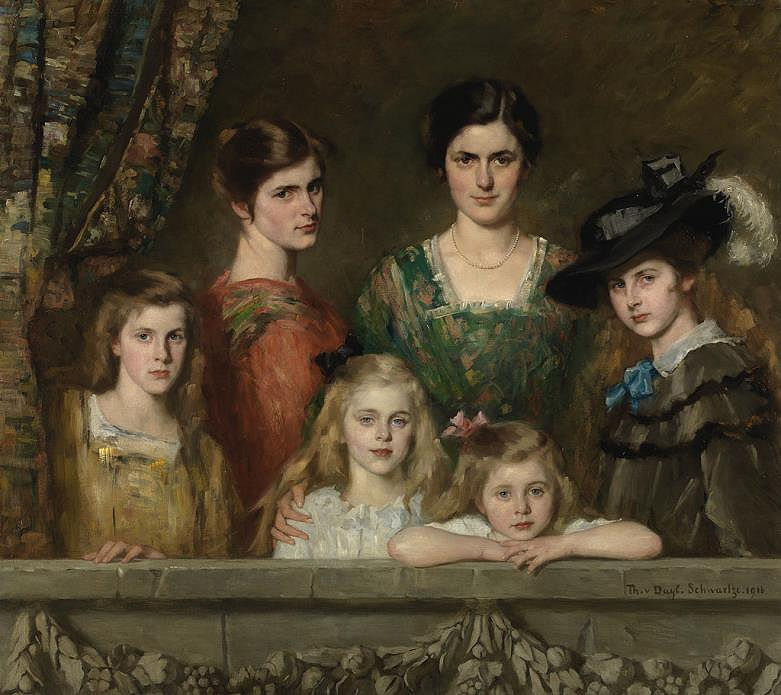
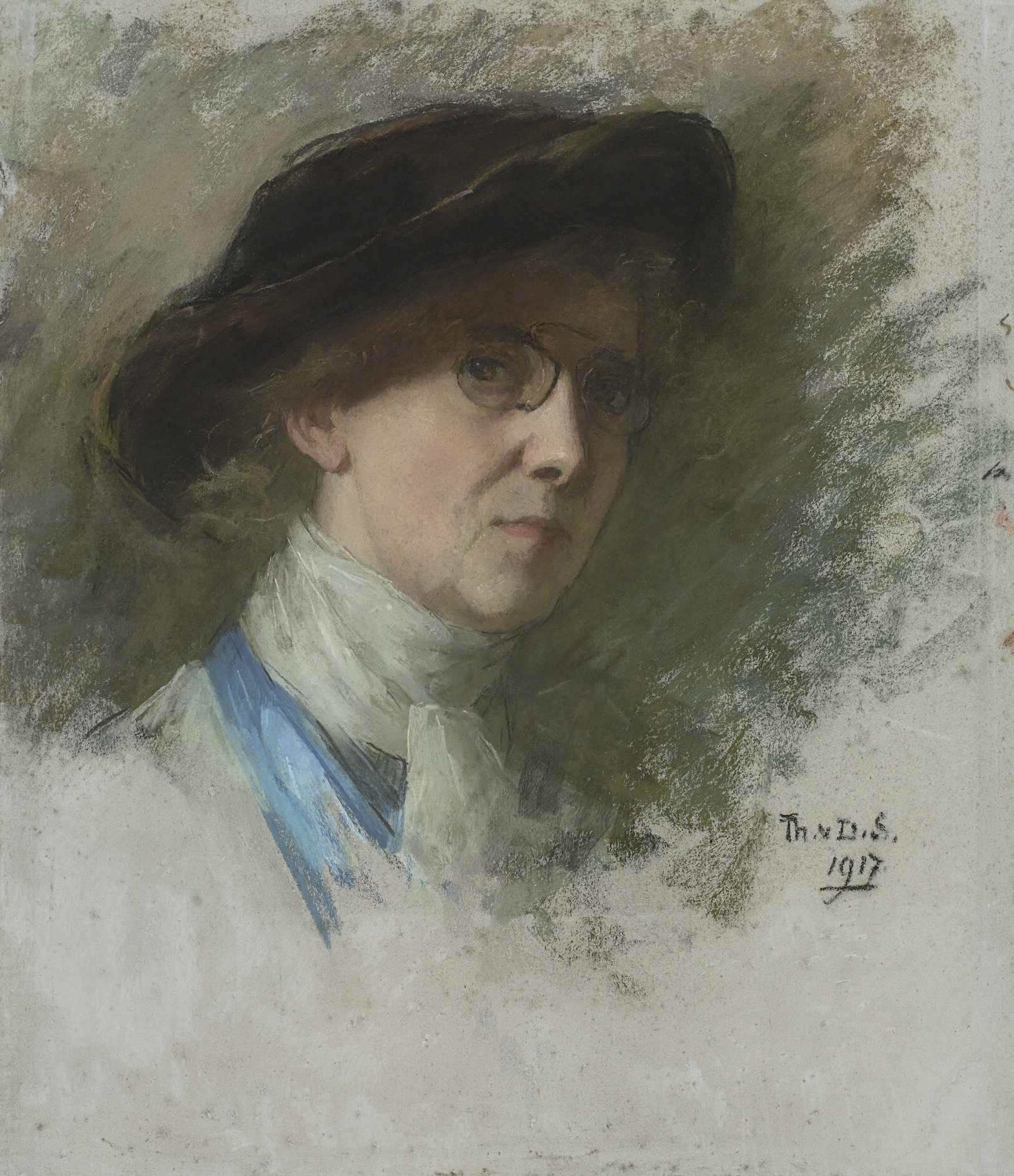
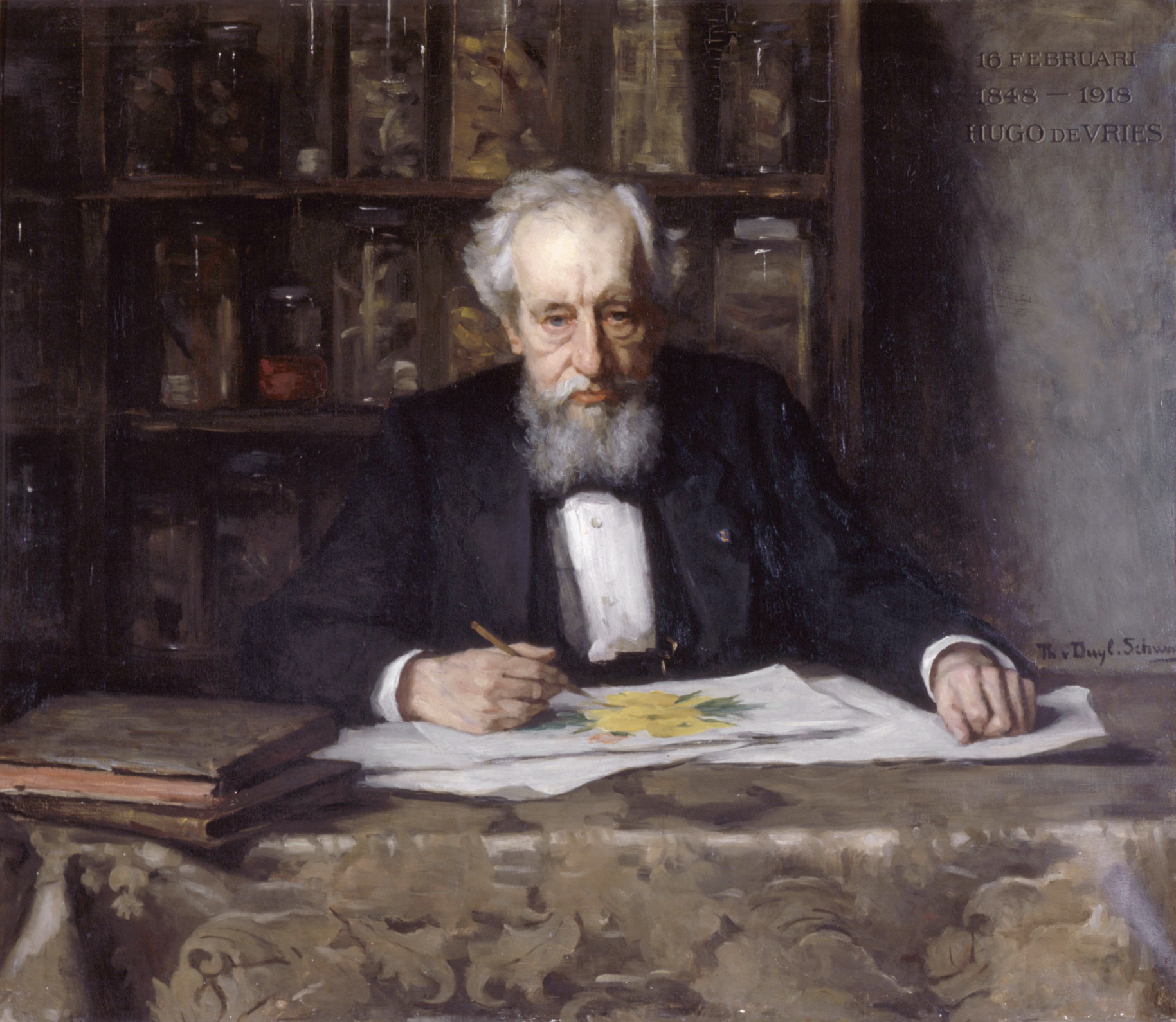